# Cova Lima
| Munisípiu Kovalima (tetum) Município de Cova Lima (port.) |              |              |
| Emblem der Administration Cova Limas                      |              |              |
| Berglandschaft auf dem Weg nach Suai                      |              |              |
| Daten                                                     |              |              |
| Hauptstadt                                                | Suai         | Suai         |
| Fläche                                                    | 1.198,59 km² | 1.198,59 km² |
| Einwohnerzahl (2022)                                      | 73.933       | 73.933       |
| Zahl der Haushalte (2022)                                 | 15.678       | 15.678       |
| ISO 3166-2:                                               | TL-CO        | TL-CO        |
| Verwaltungsämter                                          | Einwohner    | Fläche       |
| Fatululic                                                 | 2.178        | 46,42 km²    |
| Fatumean                                                  | 3.648        | 132,10 km²   |
| Fohorem                                                   | 4.583        | 131,46 km²   |
| Maucatar                                                  | 10.793       | 138,68 km²   |
| Suai                                                      | 26.644       | 272,85 km²   |
| Tilomar                                                   | 9.977        | 194,13 km²   |
| Zumalai                                                   | 16.110       | 282,94 km²   |
| Karte                                                     |              |              |
| Übersichtskarte Cova Lima                                 |              |              |

Cova Lima (Covalima, tetum Kovalima, auch Koba Lima) ist eine Gemeinde im Südwesten von Osttimor. Für ihren Namen gibt es zwei verschiedene Erklärungen. Zum einen könnte er abgeleitet sein von „Koba“ (einem für rituelle Handlungen verwendeten Korb) und „lima“, dem Tetum-Wort für „fünf“. Diese Zahl repräsentiert die fünf mythischen Töchter des Liurai (traditioneller Titel eines timoresischen Herrschers) von Fohorem Nutetu. In Dato Tolu (Verwaltungsamt Fohorem) finden sich in einem Betelnusshain fünf Steine, die für die fünf Töchter stehen. Nach einer anderen Erklärung leitet sich der Gemeindename von „Kaua Lima“ ab, was in Tetum „fünf Krähen“ bedeutet.
Die Portugiesen brachten erst um 1900 die Region unter ihre Kontrolle. Das Verwaltungsamt Maucatar wurde erst 1916 von den Niederländern an Portugal abgegeben. Teile Cova Limas wurden durch Indonesien bereits im November 1975 besetzt, einem Monat vor dem Beginn der offenen Invasion. 2002 wurde Cova Lima als Teil Osttimors in die Unabhängigkeit entlassen.
Von den Bergen im Norden aus dehnen sich Ebenen nach Süden zur Timorsee aus. Mehr als die Hälfte der Bevölkerung spricht als Muttersprache Bunak, die meisten anderen Tetum. Die Gemeinde ist dünner besiedelt als die meisten anderen Regionen des Landes. Neben den zahlreichen Geburten wächst die Bevölkerung auch durch Einwanderung von Osttimoresen aus anderen Landesteilen.

## Geographie

### Übersicht
Cova Lima grenzt im Norden an die Gemeinde Bobonaro, im Osten an Ainaro und im Westen, mit Westtimor, an die indonesische Provinz Ost-Nusa-Tenggara. Der Norden und Nordwesten sind gebirgig, während nach Süden hin sich an der Küste Ebenen ausdehnen. Cova Lima hat eine Fläche von 1198,59 km², was ungefähr der Hälfte des Saarlandes entspricht. Es teilt sich auf in die sieben Verwaltungsämter sind Fatululic (Fatululik), Fatumean (Fatumea), Fohorem (Fohoren, Fuorém), Maucatar, Suai, Tilomar (Tilômar) und Zumalai (ehemals Mape-Zumalai). Zumalai im Osten kam erst 2003 durch eine Gebietsreform von Ainaro zu Cova Lima. An der Grenze zu Indonesien mündet der Masin (Mota Talas) in die Timorsee, zwischen Kap Tafara und Kap Suai der Tafara. Dann folgen Richtung Osten die Flüsse Camenaça, Raiketan, Foura, Loumea, Mola und schließlich der Belulik, der Grenzfluss zur Gemeinde Ainaro. Der Onu Laran im Süden von Beiseuc ist der größte See von Cova Lima.
Hauptstadt der Gemeinde ist Suai, nahe der Küste. Ihr Zentrum liegt im Suco Debos (Debus).

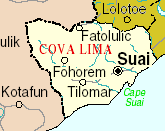
Die Gemeinde Cova Lima vor der Gebietsreform 2003
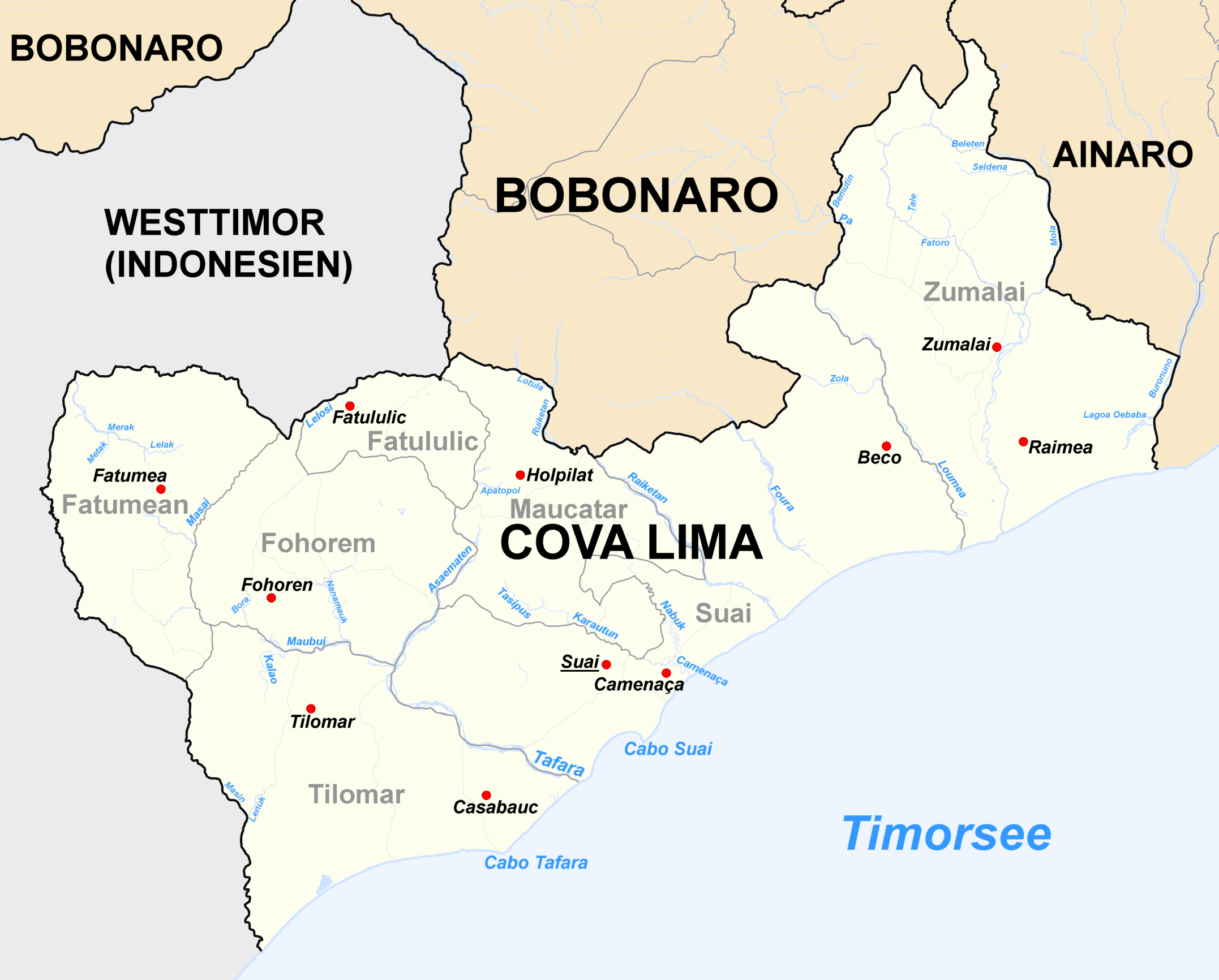
Orte und Gewässer in Cova Lima (Grenzen von 2003 bis 2015)
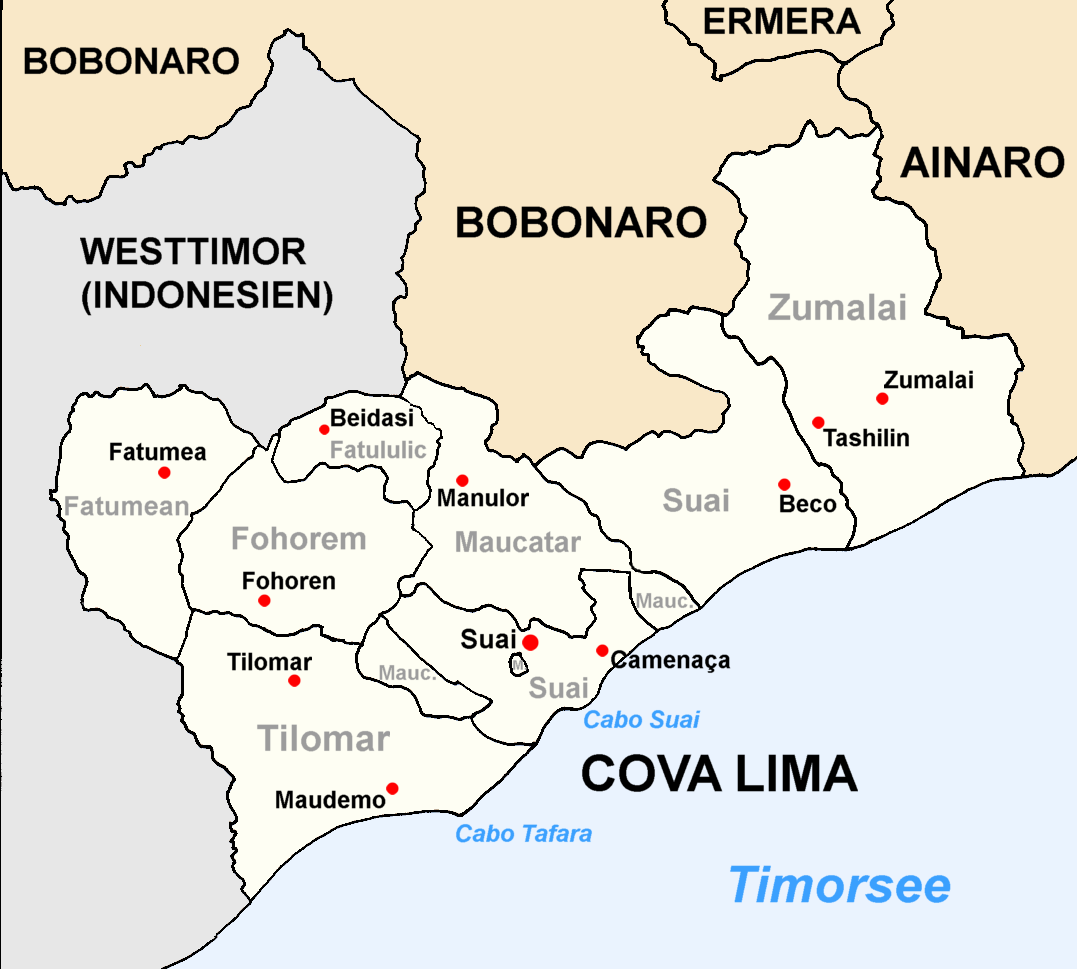
Orte in Cova Lima (Grenzen seit 2019)
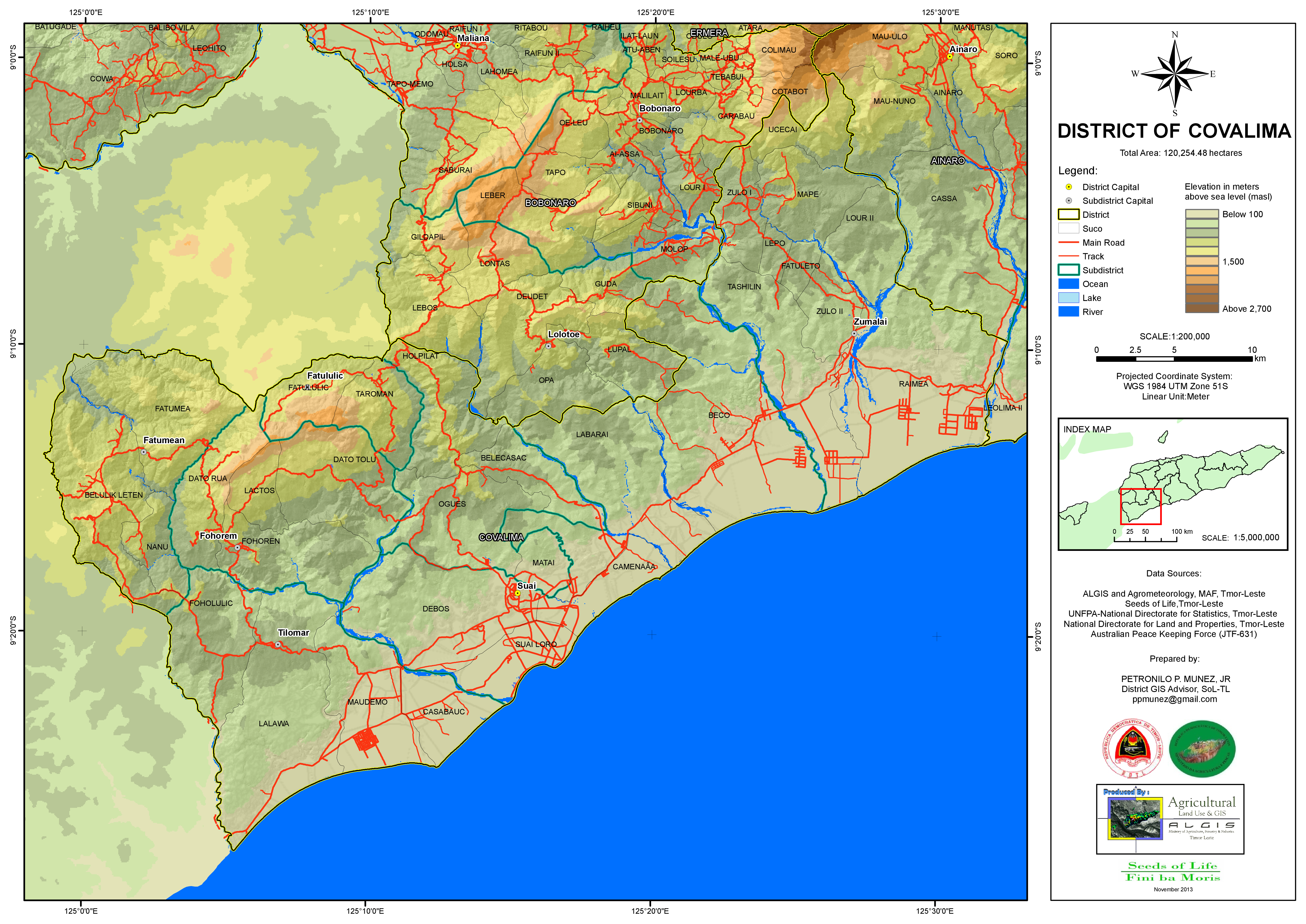
Straßennetz und Topographie von Cova Lima

### Entfernungen
| Entfernungen [km]  |                    |           |         |         |                  |      |                    |
| Ort                | Casabauc (Tilomar) | Fatululic | Fatumea | Fohoren | Ogues (Maucatar) | Suai | Tashilin (Zumalai) |
| Casabauc (Tilomar) |                    | 48        | 31      | 25      | 33               | 17   | 47                 |
| Fatululic          | 48                 |           | 79      | 64      | 15               | 31   | 61                 |
| Fatumea            | 31                 | 79        |         | 78      | 64               | 48   | 78                 |
| Fohoren            | 25                 | 64        | 78      |         | 49               | 33   | 63                 |
| Ogues (Maucatar)   | 33                 | 15        | 64      | 49      |                  | 16   | 46                 |
| Suai               | 17                 | 31        | 48      | 33      | 16               |      | 30                 |
| Tashilin (Zumalai) | 47                 | 61        | 78      | 63      | 46               | 30   |                    |

Suai liegt von der Landeshauptstadt Dili 138 Kilometer entfernt.

### Klima

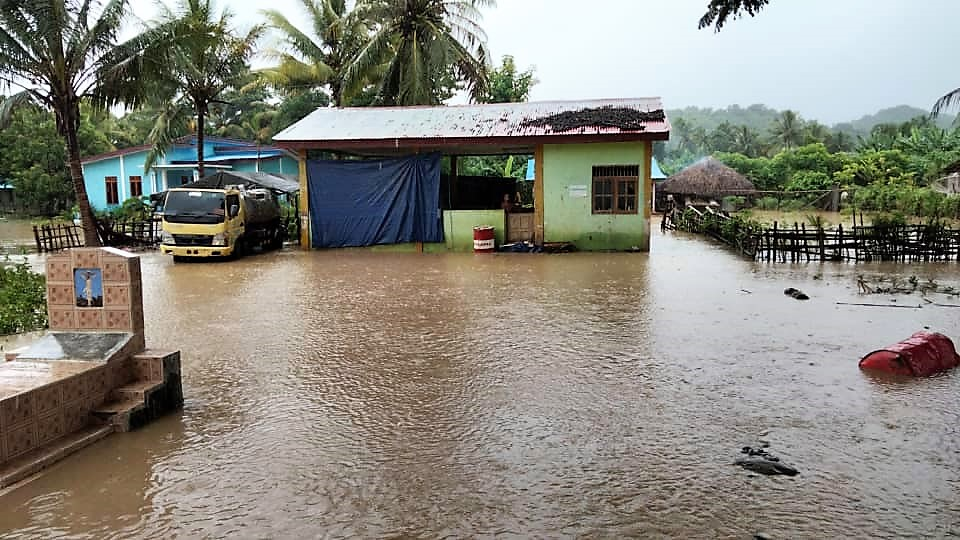
Überschwemmungen in Beco
(März 2021)

Die Küstenebenen werden während der Regenzeit regelmäßig überschwemmt. Sie beginnt im Oktober mit zunehmenden Niederschlägen, die zwischen November und Mai kräftig ausfallen und sich manchmal bis in den Juni ausdehnen. Die Temperaturen können in der Regenzeit bis auf 29 °C steigen, während sie in der Trockenzeit auf bis zu 12 °C sinken können. Abgesehen von gelegentlichem Regen ist die Zeit zwischen Juni und Oktober trocken, so dass Dürren drohen.

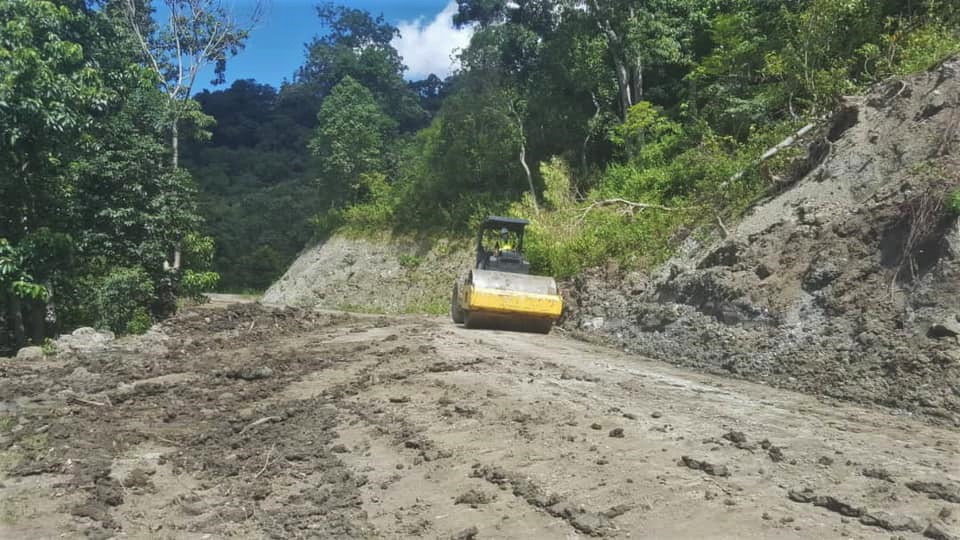
Straßenbau durch den Wald zwischen Dato Tolu und Taroman

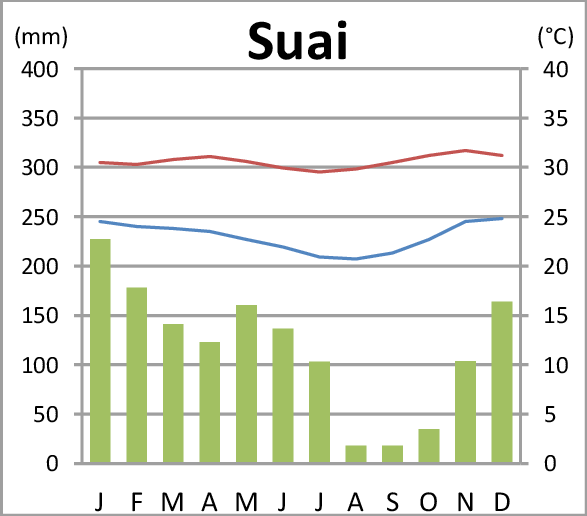
Klimadiagramm von Suai

### Vegetation
Die ursprüngliche Vegetation der Ebenen aus dichtem Buschwerk wurde teilweise für die landwirtschaftliche Nutzung gerodet. An der Küste wechseln sich Sand- und Felsenstrände ab. An einigen Stellen finden sich Mangrovensümpfe. Die Bergregion ist schwer zugänglich und zum Teil von Wäldern bedeckt. Wo kein Wald steht, befinden sich Bergweiden. Der höchste Berg der Gemeinde ist mit 1744 m der Foho Taroman im Verwaltungsamt Fatululic. Der Berg war früher ein Heiligtum des traditionellen Geisterglaubens.

## Einwohner

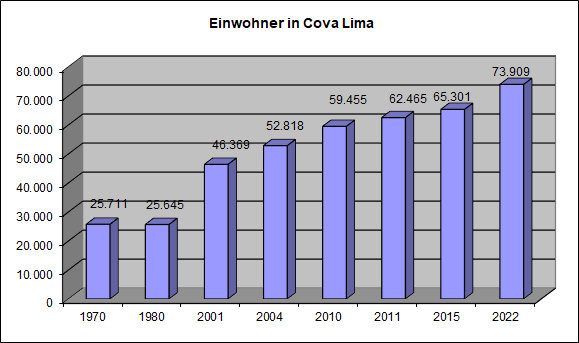
Entwicklung der Einwohnerzahl in Cova Lima

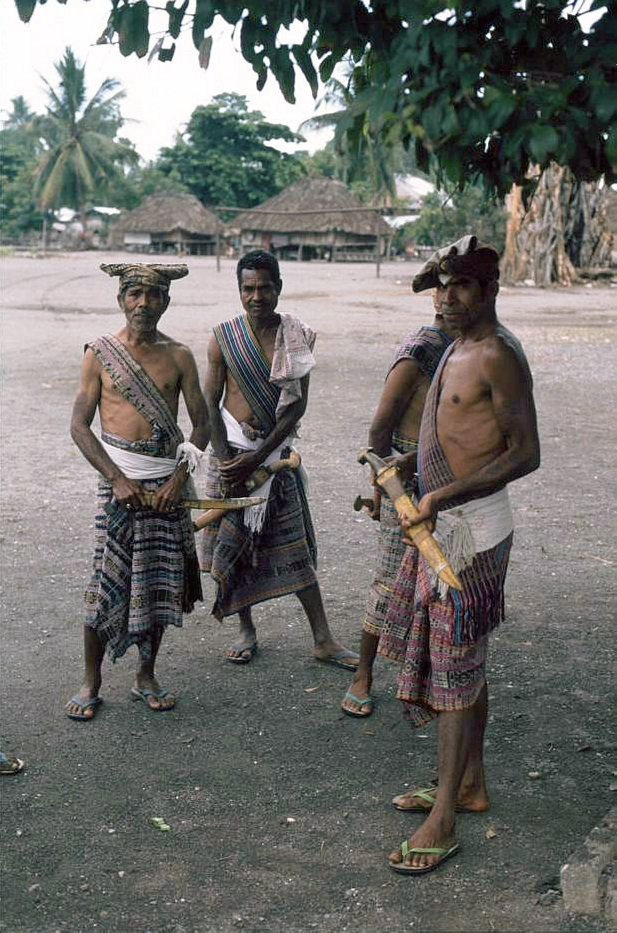
Männer in traditioneller Tracht in Suai (2003)

Cova Lima ist mit 73.933 Menschen (2022, 2011: 62.465) eine der dünner besiedelten Gemeinden des Landes. Das Verwaltungsamt Suai ist am dichtesten, Fatumean am dünnsten besiedelt. Von Cova Limas Einwohnern sind 37.604 Männer und 36.329 Frauen. Auf 104 Männer kommen 100 Frauen. Im November 1998 lebten schätzungsweise knapp über 60.000 Menschen in Cova Lima. Doch wegen der Gewaltwelle während der indonesischen Operation Donner 1999 flohen allein 25 % der Bevölkerung nach Westtimor oder wurden dorthin zwangsdeportiert. Mehrere Tausend flohen in andere Regionen. Die Zunahme der Bevölkerung in den folgenden Jahren entstand daher neben dem natürlichen Wachstum auch durch Rückkehrer. Allein bis April 2001 kehrten knapp 29.000 Menschen nach Cova Lima zurück. Cova Lima hat, bezogen auf die Jahre 2015 bis 2022, ein jährliches Bevölkerungswachstum von 1,8 %, was etwa dem Landesdurchschnitt entspricht. Zwischen 1990 und 2004 wuchs die Zahl der Einwohner jährlich um 1,13 %. Der Altersdurchschnitt liegt bei 18,6 Jahren (2010).

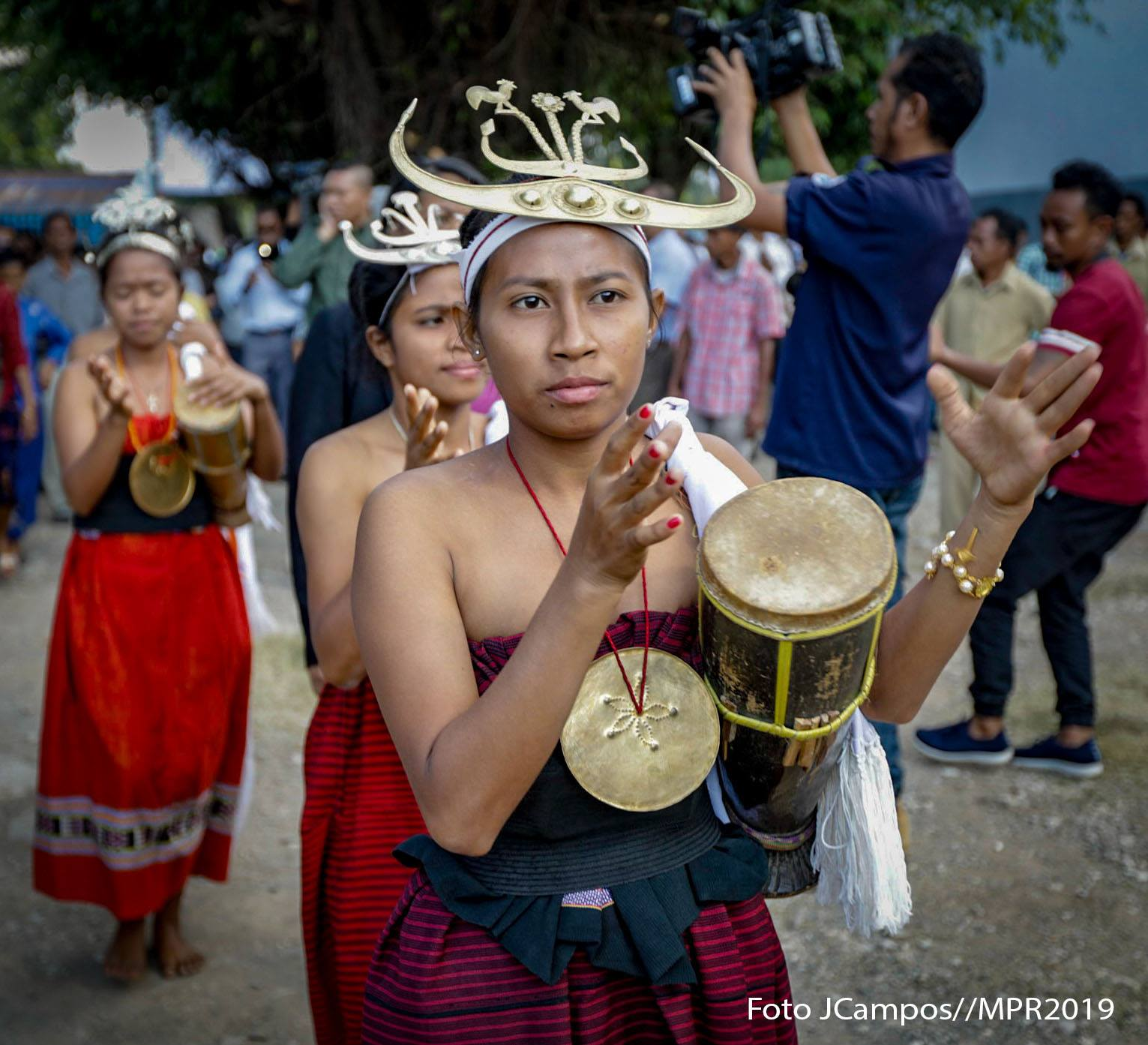
Frauen mit Kaibauk auf dem Kopf und Babadok-Trommel (2019)

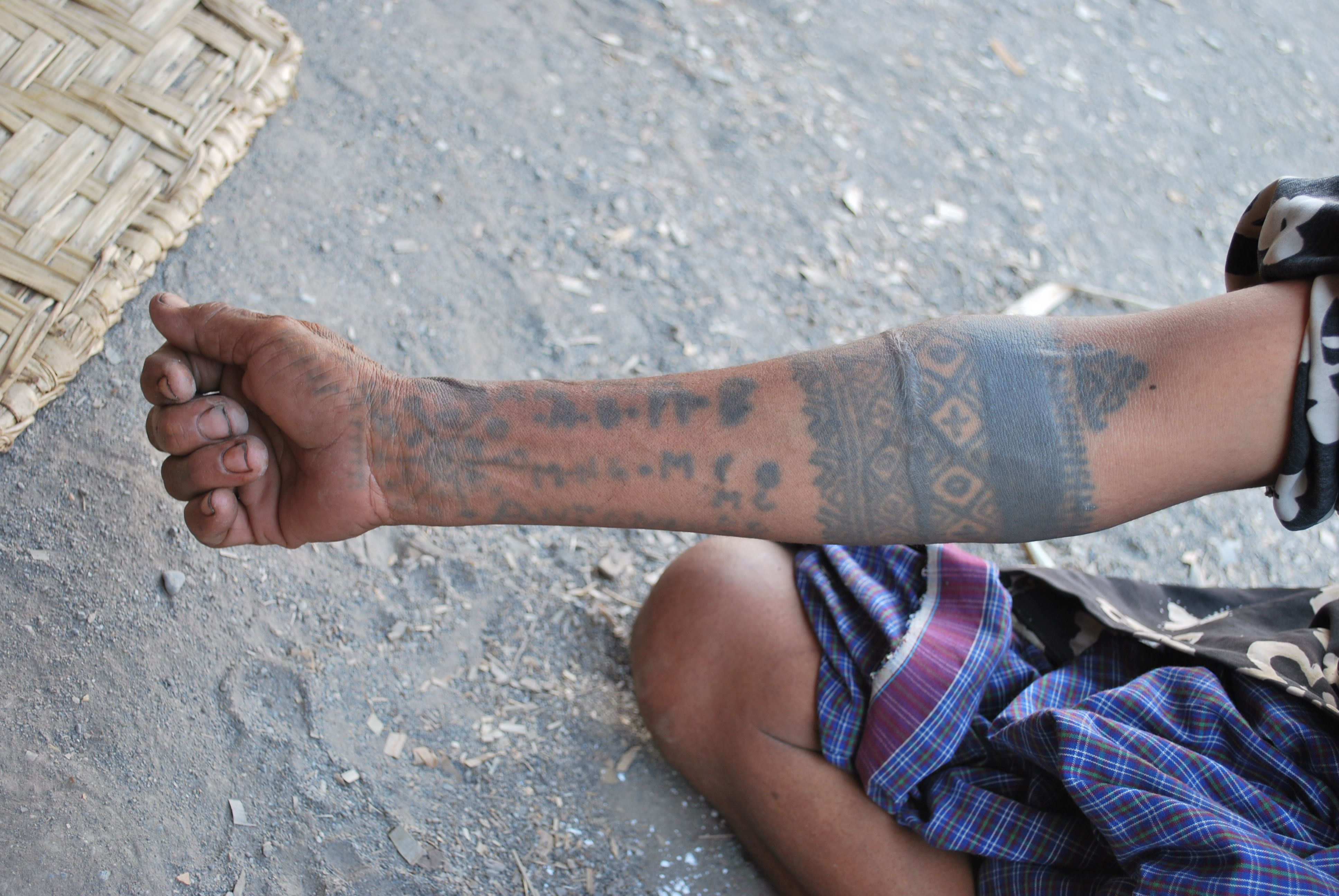
Traditionelle Tätowierungen bei einer Frau in Suai

Im damaligen Subdistrikt Fatululic hatte 2004 eine Frau durchschnittlich 8,75 Kinder. Damit stand er in Cova Lima an der Spitze, obwohl es in Fatululic einen deutlichen Frauenüberschuss gibt, während in den anderen Subdistrikten das Geschlechterverhältnis ausgeglichen war. In Zumalai hatte eine Frau durchschnittlich 7,79 Kinder, in Maucatar 7,21, in Fatumean 6,61, in Tilomar 6,58, in Fohorem 6,25 und in Suai 6,01 (Landesdurchschnitt 6,99).
Die Kindersterblichkeit lag 2002 in Tilomar bei 71 Todesfällen pro 1000 Lebendgeburten (1996: 115), in Fatumean bei 77 (109), in Suai bei 97 (123), in Fohorem 115 (132), in Zumalai bei 126 (189) und in Maucatar bei 135 (126). Der Landesdurchschnitt betrug 98. Das Verwaltungsamt Tilomar kann somit landesweit auf einen der stärksten Rückgänge bei der Kindersterblichkeit verweisen, während Maucatar einer von 14 Verwaltungsämtern ist, in denen sie entgegen dem Landestrend anstieg. Maucatar gehört zu den acht Verwaltungsämtern mit der höchsten Kindersterblichkeit des Landes.
48,0 % der Bewohner Cova Limas (2015) sprechen als Muttersprache die Nationalsprache Bunak. Sie stellen in den Verwaltungsämtern Fatululic, Zumalai, Maucatar, im Großteil von Suai und im Nordosten von Fohorem die größte Bevölkerungsgruppe. Der Nordosten Cova Limas bildet mit dem Südosten Bobonaros das Kernland des Siedlungsgebiets der Bunak. In die Gebiete weiter nach Westen, Süden und Osten breiteten sich die Bunak erst später aus und assimilierten dort teilweise die dort ansässigen Tetum. 46,3 % der Einwohner Cova Limas sprechen Tetum, zumeist Tetum Terik (39,7 %). Die Tetum sind in den Verwaltungsämtern Fatumean, Fohorem (hauptsächlich im Südwesten), Suai (Camenaça, Suai Loro und Gala) und Tilomar die größte Gruppe. In Maucatar spricht in Matai die Mehrheit Tetum Terik. 5,0 % sprechen in Cova Lima Kemak. Die Ethnie der Kemak bilden die Bevölkerungsmehrheit in Mape sowie große Gruppen in Ucecai und Lepo. 144 Einwohner sprechen Adabe, das sind mehr als die Hälfte aller Sprecher dieser Papuasprache. Berücksichtigt man auch die Zweitsprachen, so sprachen 2015 93,2 % Tetum, 43,7 % Bahasa Indonesia, 32,1 % Portugiesisch und 15,6 % Englisch.
Von den Einwohnern, die drei Jahre oder älter sind, besuchten 2015 39,2 % eine Schule. 32,6 % hatten die Schule verlassen. Nie eine Schule besucht haben 26,6 %, 2 % weniger als der Landesdurchschnitt. 4 % der Einwohner haben allerdings nur die Vorschule besucht, etwa ein Drittel die Grundschule. Weiterführende Schulen haben etwa ein weiteres Drittel der Einwohner abgeschlossen. Ein Diplom oder abgeschlossenes Studium können nur 3,7 % vorweisen; das entspricht der Hälfte des Landesdurchschnitts. Die Analphabetenrate betrug 2015 12,3 % (Frauen: 11,1 %; Männer: 13,5 %). 2004 lag sie noch bei 51,3 %.
| Schulbildung | Schulbildung  | Schulbildung   | Schulbildung        |  | Schulabschluss | Schulabschluss | Schulabschluss | Schulabschluss | Schulabschluss          | Schulabschluss | Schulabschluss |
|              | in der Schule | Schule beendet | nie in einer Schule |  | Vorschule      | Grundschule    | Prä- Sekundär  | Sekundär       | Diplom/Fach- hochschule | Universität    | Kein Abschluss |
| Frauen       | 38,2 %        | 30,8 %         | 29,5 %              |  | 3,8 %          | 28,2 %         | 15,8 %         | 15,0 %         | 0,5 %                   | 2,4 %          | 1,5 %          |
| Männer       | 40,3 %        | 34,5 %         | 23,8 %              |  | 4,1 %          | 31,8 %         | 14,3 %         | 17,1 %         | 0,8 %                   | 3,8 %          | 1,2 %          |
| gesamt       | 39,2 %        | 32,6 %         | 26,6 %              |  | 4,0 %          | 30,0 %         | 15,1 %         | 16,1 %         | 0,6 %                   | 3,1 %          | 1,4 %          |

1975 schätzte man den Anteil der Anhänger der traditionellen, animistischen Religion Timors noch auf etwa 60 % der gesamten Bewohner Portugiesisch-Timors. 1997 waren 93 % der Bewohner Cova Limas Katholiken, 3 % Hindu, 2 % Protestanten und 2 % Muslime. Animisten wurden von der indonesischen Besatzungsmacht nicht gezählt. Aufgrund der politischen Unruhen von 1999 und der folgenden Unabhängigkeit Osttimors verließen indonesische Beamte und andere indonesische Einwanderer das Land, weswegen die Anzahl von Muslimen und Hindus sank. 2004 waren 99,8 % der Einwohner Katholiken, 0,1 % Animisten, 28 Personen Muslime, 15 Protestanten, neun Buddhisten und drei Hindu. Bei der Volkszählung 2015 registrierte man 99,6 % Katholiken, 0,26 % Protestanten, 34 Muslime, zehn Animisten, sechs Buddhisten, einen Hinduisten und 53 andere. Der alte animistische Glauben hat trotzdem auch heute noch einen großen Einfluss im alltäglichen Leben.

## Geschichte

### Vorgeschichte und portugiesische Kolonialzeit

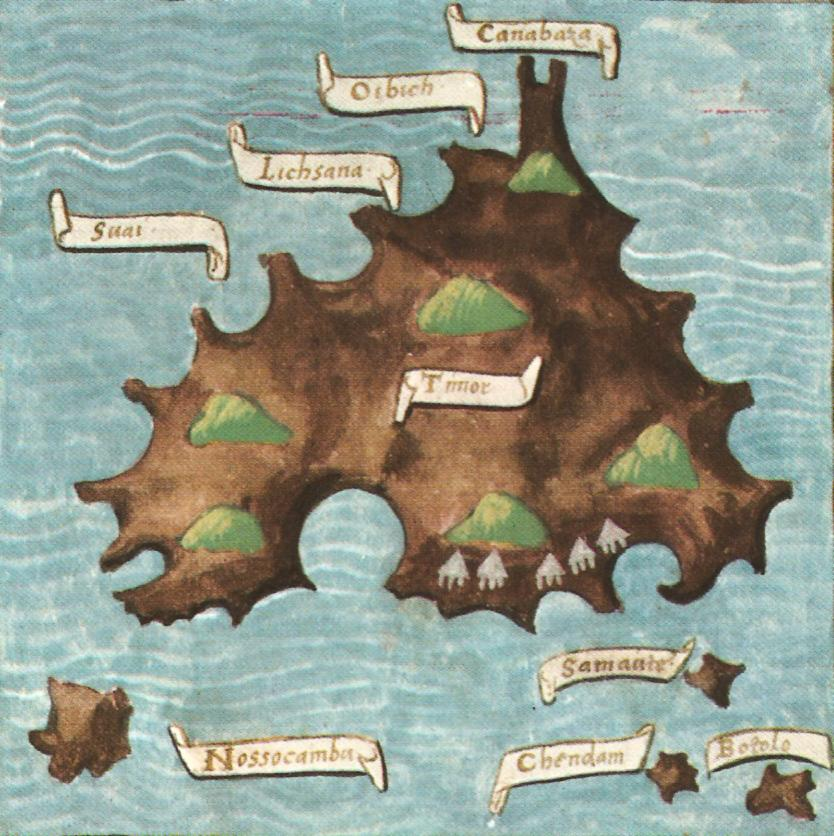
Karte Timors von Antonio Pigafetta (1521)

Die Königin von Camenaça, 1910

Von der vorkolonialen Geschichte Timors gibt es nur mündliche Überlieferungen, da die Völker der Insel keine Schrift verwendeten. Ursprünglich beherrschten demnach fünf Königreiche die Kernregion der Gemeinde: Camenaça (Kamenasa), Suai, Maucatar, Taroman und Fohorem. Fohorem dominierte die anderen Reiche durch Diplomatie, Heiratspolitik und Eroberungszüge. Nachdem der Liurai von Fohorem sich die Oberhoheit über die Region gesichert hatte, übergab er jeder seiner fünf Töchter ein eigenes Königreich als Lehen. Diese leisteten im Gegenzug Tribut in Form von land- und forstwirtschaftlichen Produkten. Eine andere Quelle gibt an, dass sich zunächst die drei Reiche Fatumean, Lookeu und Dakolo zur Koalition Uma Tolu (deutsch Drei Häuser) zusammenschlossen. Erst nach dem  Krieg von Manufahi 1895 gegen die Portugiesen kamen die Reiche Sisi und Maudemi dazu, und es entstand Koba Lima als Bündnis der fünf tetumsprachigen Reiche. Durch Verballhornung wurde aus „Koba“ später das portugiesische „Cova“, was eigentlich „Grube“ bedeutet. Durch die koloniale Grenzziehung im Vertrag von Lissabon, zwischen den Niederlanden und Portugal, kamen Sisi, Maudemi und die Hälfte Lookeus zum heute indonesischen Westtimor. Noch heute bestehen Bindungen über die Grenze hinweg. Suai gehörte demnach nicht zu Koba Lima, sondern bildete ein eigenständiges, machtvolles Reich. Die Quelle nennt fälschlicherweise Suai als Zentrum von Wehale, das aber weiter westlich lag.
Antonio Pigafetta besuchte im Rahmen der Expedition Magellans auch Timor. Er berichtete von vier Hauptkönigen auf Timor, die Brüder waren: Oibich, Lichisana, Suai und Canabaza. Suai bildete zu diesem Zeitpunkt wahrscheinlich mit Canabaza (also Camenaça) ein Doppelreich, das Wehale (von Pigafetta Oibich genannt) tributpflichtig war.
1719 trafen sich in Camenaça die Liurais von etwa einem Dutzend Reichen, um einen Blutpakt zu schließen. Ziel des Bundes war die Vertreibung der Portugiesen und des Christentums insgesamt. Der Camenaça-Pakt (Camenace-Pakt) gilt als Beginn der Cailaco-Rebellion (1719–1769). Unter der Führung von Camenaça wurden Kirchen zerstört und Missionare und konvertierte Timoresen ermordet. Camenaça schloss bereits am 19. September 1731 mit Portugal einen Friedensvertrag.
Nach dem Vertrag von Lissabon von 1859 stand Maucatar offiziell zunächst unter niederländischer Oberhoheit. Ringsherum lagen timoresische Reiche, die Portugal zugeordnet waren. Nur das Reich von Lakmaras bildete von Norden her eine Verbindung zwischen Maucatar und den restlichen niederländischen Gebieten. Die Grenzen der Enklave orientierten sich an den Grenzen der lokalen Bunak-Reiche. Heute gehört das Gebiet zu den Sucos Holpilat, Taroman, Fatululic, Dato Tolu und Lactos.
1860 wurden Raemean, Suai und Camenaça der Militärkommandantur Alas zugeordnet. 1883 kam der Großteil des heutigen Cova Limas zur Militärkommandantur Bobonaro. Im März 1895 begann der portugiesische Gouverneur José Celestino da Silva eine Offensive gegen Fohorem, Fatumean und andere Reiche, um sie endgültig unter die Kontrolle der Kolonialmacht zu bringen. Während des Kriegs von Manufahi (1894–1896) besetzten Krieger aus Fatumean zeitweise das Fort von Batugade, als dessen Besatzung an einem anderen Ort kämpfte. Auch der Liurai von Suai verbündete sich mit dem Liurai von Manufahi gegen die portugiesischen Kolonialherren. Im September 1895 schlossen der Herrscher von Fatumean und die anderen Mitglieder von Uma Tolu mit Portugal einen schriftlichen Vertrag über ihren Vasallenstatus. 1900 kapitulierte Manufahi. Suai war schon vorher besiegt worden und wurde zur Jahrhundertwende Standort eines portugiesischen Militärpostens. Mit der Zeit wurde Fohoren (Verwaltungsamt Fohorem) zum administrativen Zentrum von Cova Lima. Die Portugiesen schätzten die bergige Region aufgrund des kühleren Klimas. Zudem boten Orte auf Anhöhen, wie Aidikur (Fatumean), Tilomar, Mape und Fohoren, einen besseren Schutz vor Angreifern.
1897 kam es zum Krieg zwischen Lakmaras und dem Reich von Lamaquitos, das auf der portugiesischen Seite in Bobonaro lag. Auch koloniale Truppen wurden in die Gefechte verwickelt. Lakmaras fiel letztlich unter die Vorherrschaft von Lamaquitos und damit unter portugiesische Oberhoheit. Maucatar war nun eine Exklave und hätte nach dem Vertrag nun an Portugal fallen müssen. Andererseits war das Reich von Tahakay, nördlich von Fatululic, zwischenzeitlich vom Reich von Lamaknen erobert worden. Tahakay gehörte zuvor zur portugiesischen Einflusssphäre, Lamaknen zur niederländischen. Portugal wehrte sich in den Verhandlungen von 1902 gegen diesen Verlust und forderte daher nun die gesamten niederländischen Gebiete im Zentrum Timors. Mit der Den-Haag-Konvention vom 1. Oktober 1904 wurde ein Kompromiss geschlossen. Portugal sollte Maucatar erhalten, im Austausch für die portugiesische Enklave Noimuti in Westtimor und die Grenzgebiete Tahakay, Tamira Ailala (östlich von Fatumean) und Lamaknen. Portugal ratifizierte den Vertrag bis 1909, doch dann kam es zum Streit um die Grenzziehung an der Ostgrenze von Oe-Cusse Ambeno. Der Gebietsaustausch verzögerte sich. 1910 nutzten die Niederlande die unübersichtliche Situation nach dem Sturz der portugiesischen Monarchie, um sich Lakmaras erneut mit europäischen und javanischen Truppen anzueignen. Im Februar 1911 versuchte Portugal der Konvention von 1904 folgend Maucatar zu besetzen. Jedoch sah es sich im Juni einer überlegenen niederländischen Streitmacht aus ambonesischer Infanterie, unterstützt von europäischen Soldaten, gegenüber. Am 11. Juni besetzten Portugiesen das Territorium von Lakmaras, doch am 18. Juli drangen auch hier niederländische und javanische Truppen ein.

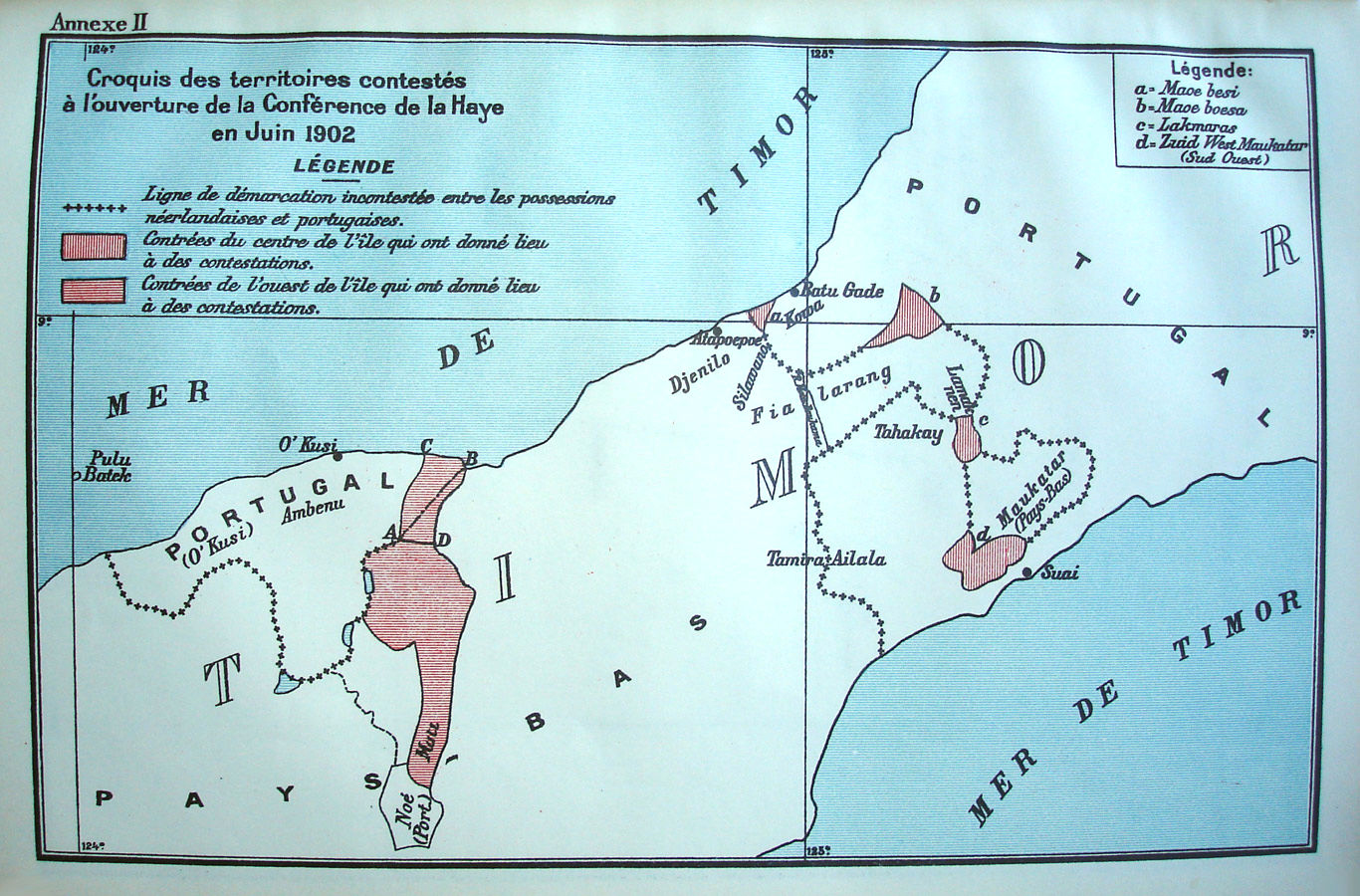
Karte zum Schiedsspruch des Ständigen Schiedshofs vom 25. Juni 1914 zu den Grenzen auf Timor

Im Oktober 1911 kam es zur Rebellion von Manufahi, die die Portugiesen in Bedrängnis brachte. Der Militärposten in Suai wurde am 8. Dezember 1911 aus Angst vor den Aufständischen geräumt. Am 29. Dezember suchten 1.200 Timoresen Schutz im niederländischen Maucatar, da sie Repressalien durch die Portugiesen befürchteten. Unter ihnen befanden sich auch der Liurai von Camenaça und sein Gefolge. Die Rebellion dehnte sich schnell in der gesamten Region aus und konnte von den Portugiesen erst im April 1912 endgültig niedergeschlagen werden. Die Schwächung Portugals durch die Rebellion machte es bereit für Verhandlungen mit den Niederländern zur endgültigen Grenzziehung. Am 17. August 1916 wurde der Vertrag in Den Haag unterzeichnet, der weitgehend die heute noch bestehende Grenze zwischen Ost- und Westtimor festlegte. Am 21. November wurden die Gebiete ausgetauscht. Unter anderem fielen Lakmaras, Tahakay und Tamira Ailala an die Niederlande. Maucatar ging an Portugal, was dort eine Panik auslöste. Vor der Übergabe an die Portugiesen zerstörten dort 5.000 Einheimische, meist Bunak, ihre Felder und siedelten in den niederländischen Teil Timors über. In Tamira Ailala wäre man lieber bei Portugal geblieben, während die Herrscher von Tahakay den Wechsel zu den Niederländern begrüßten.
Im Januar 1934 wurde mit den Verwaltungsbezirken (deutsch Circunscrições) ein ziviles Verwaltungssystem für die Kolonie eingeführt. Das Gebiet der heutigen Gemeinden von Bobonaro und Cova Lima wurden zum Verwaltungsbezirk Fronteira zusammengefasst.
Der kleine Hafen Becos an der Timorsee spielte während der Schlacht um Timor im Zweiten Weltkrieg gegen die japanischen Besatzer eine wichtige Rolle für den Nachschub der Alliierten und als Evakuierungspunkt.
Nach der Rückkehr der portugiesischen Kolonialverwaltung wurden zunächst alle Verwaltungseinheiten wieder zentral regiert. Am 18. Juli 1946 wurden die Verwaltungsstrukturen wieder in Kraft gesetzt: Fronteira wurde zunächst in die zwei eigenständige Verwaltungsbezirke Bobonaro und Cova Lima geteilt. Hauptort von Cova Lima wurde Fohoren (damals Nova Gouveia). Doch bereits 1955 wurden aus wirtschaftlichen Gründen alle Gebiete an der Grenze zu Westtimor wieder zum Verwaltungsbezirk Fronteira vereinigt. Im Mai 1960 wurde Fronteira zum Kreis (portugiesisch Concelho) erhoben.
Am 1. September 1961 wurde mit dem Dekret n.º 43889 Fronteira endgültig in die Kreise Bobonaro und Cova Lima aufgeteilt. Die lokale Verwaltung kam nach Debos bei Suai. Suai bot mit seiner Ebene Flugzeugen die Möglichkeit zu landen, zudem hatte es Zugang zum Meer und war damit für Schiffe erreichbar.

### Indonesische Besatzungszeit und UN-Verwaltung

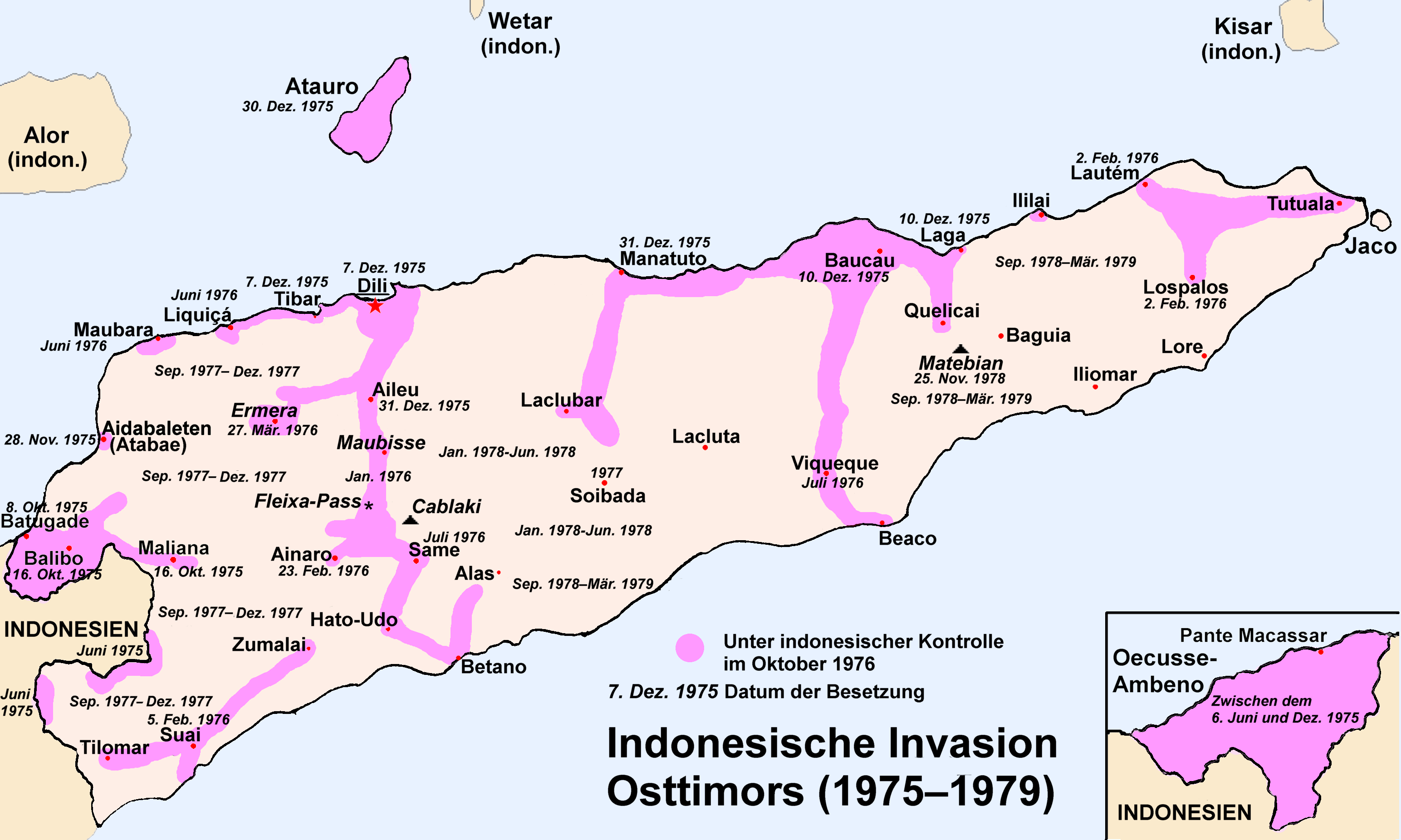
Verlauf der indonesischen Invasion (1975–1979)

Während der Vorbereitungen zur Unabhängigkeit der Kolonie 1975 begann Indonesien ab dem 16. Oktober Teile von Cova Lima und den damaligen Distrikt Bobonaro zu besetzen. Da ein Hilfsappell der FRETILIN, der größten osttimoresischen Partei, an den Weltsicherheitsrat ohne Folgen blieb, rief sie am 28. November einseitig die Unabhängigkeit von Portugal aus. Am 7. Dezember begann Indonesien offen mit der Besetzung des restlichen Staatsgebiets. Ab Februar 1976 drang die indonesische Armee massiv in Cova Lima vor. Ziel waren zunächst die größeren Orte. Um den Angriffen zu entgehen, flohen die meisten Einwohner der damaligen Subdistrikte Fohorem, Fatululic, Fatumean und Tilomar zum Berg Taroman, andere in die Dörfer Dato Tolu, Fatuloro, Taroman und Lactos. Die Einwohner von Suai brachten sich entweder in Maucatar in Sicherheit oder versteckten sich ein paar Tage in ihren Anpflanzungen, bevor sie sich den Invasoren ergaben. Die Menschen aus Zumalai flohen zum Teil nach Lolotoe und verteilten sich in einem Gebiet zwischen Lewalu (Gala), Zoilpo, den Zoba Zova-Hügel in Opa und Labarai. Andere gingen in das hügelige Gebiet von Zulo. Einige Bewohner an der Grenze flohen in den indonesischen Westteil der Insel, während die Menschen in den entlegenen Bergregionen länger von den Angriffen der Indonesier unbehelligt blieben. Am Berg Lak Hirin (Laquirin) im Subdistrikt Maucatar starben 1976 bei Kämpfen viele Osttimoresen und Indonesier. 1989 wurde hier ein Denkmal in Form eines Kreuzes errichtet, das an die Opfer erinnern soll.

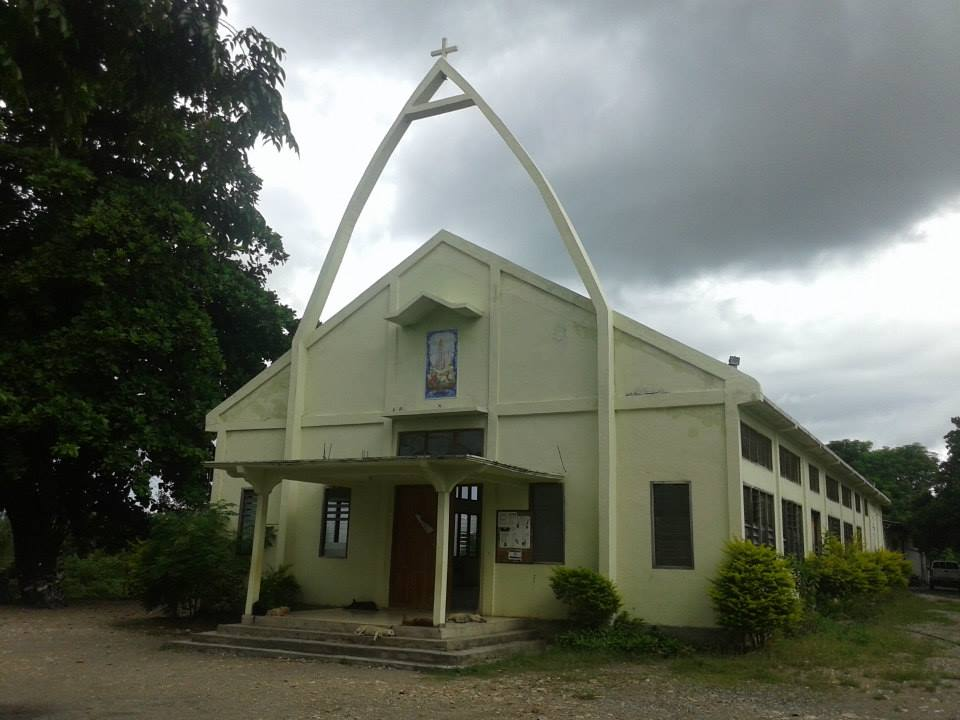
Suais alte Kirche Nossa Senhora do Rosario, Schauplatz des Massakers

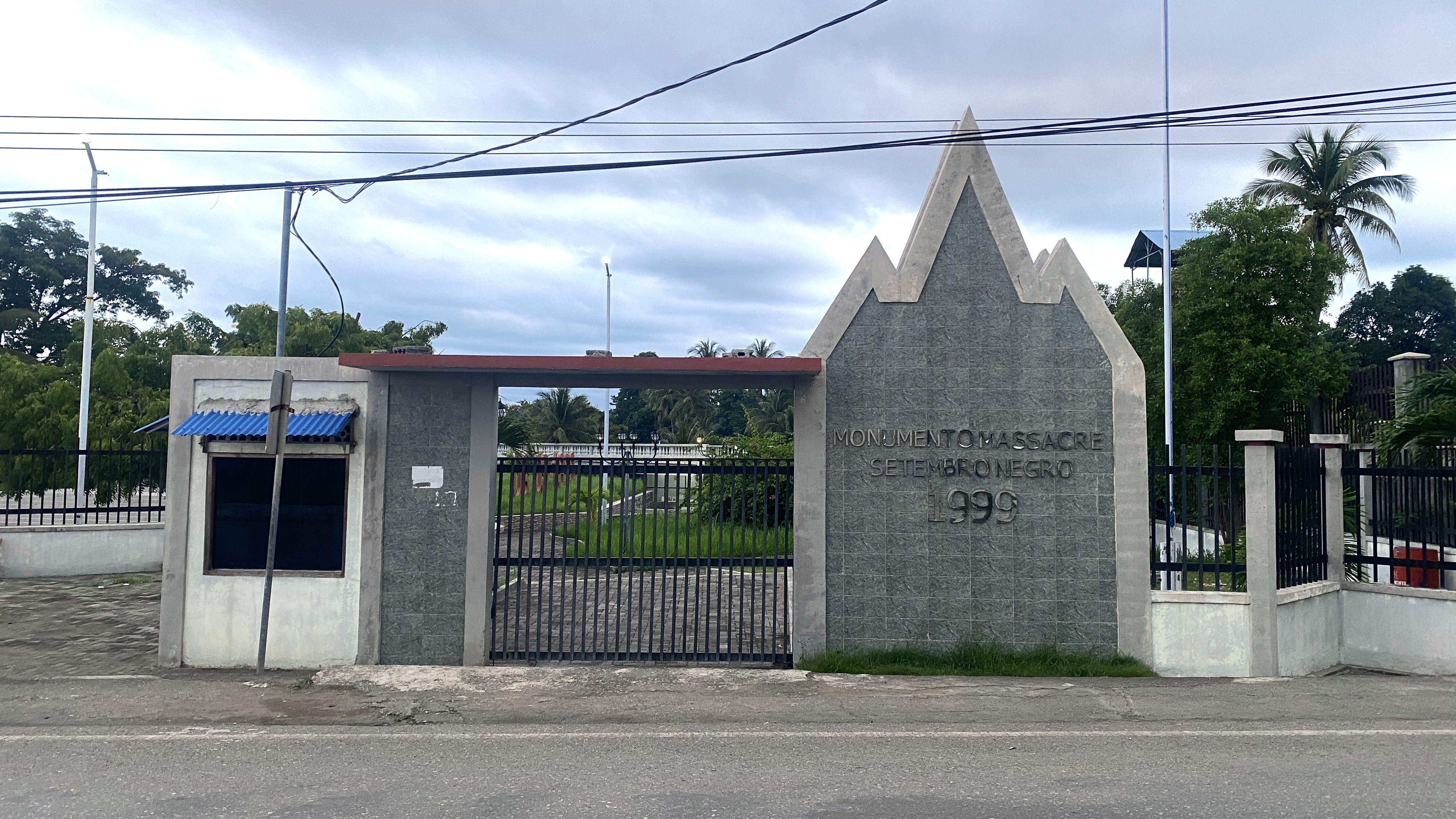
Gedenkstätte für die Opfer des „Schwarzen Septembers“ in Suai

Da die Flüchtlinge nur wenige Nahrungsmittel hatten, die sie auf der Flucht mitnehmen konnten, litten sie bald Hunger. Nach etwa zwei Monaten organisierte die FRETILIN Lebensmittel für die Flüchtlinge, so dass sie weitere anderthalb Jahre in den Bergen überleben konnten. Mehrere bases de apoio (Widerstandsbasen) entstanden, in denen die geflohene Zivilbevölkerung sich ansiedelte. Ende 1977 begann die indonesische Armee mit der Zerstörung der Widerstandsbasen. Die Menschen wurden auseinandergetrieben oder gefangen genommen. Bis Februar 1978 war Cova Lima vollständig unter indonesischer Kontrolle. Die Serious Crimes Unit der UNTAET berichtete, dass es in Suai während der indonesischen Besatzungszeit so genannte Rape Houses existierten. Am 28. April 1998 wurden die Einwohner Camenaças von der indonesischen Armee angegriffen. Viele Einwohner wurden zur besseren Kontrolle durch die Besatzungsmacht zwangsumgesiedelt. So kamen viele Bunak aus nördlichen Sucos Cova Limas, wie Fatululic und Taroman, ins Flachland an der Küste. Offizielles Ziel war ein Entwicklungsprogramm für den Reisanbau.
Nach dem Unabhängigkeitsreferendum in Osttimor 1999, in dem sich die überwältigende Mehrheit der Osttimoresen für die Unabhängigkeit von Indonesien aussprach, kam es in ganz Osttimor zu massiven Gewaltausbrüchen durch pro-indonesische Milizen. Einer der landesweit schlimmsten Vorfälle war das Kirchenmassaker von Suai, bei dem die Laksaur-Miliz und das indonesische Militär bis zu 200 Menschen ermordeten. Die Dörfer Camenaça, Fatuc Metan, Holpilat und Nainare wurden zerstört. 15 Personen wurden in Lactos von indonesischen Soldaten und Mitgliedern der Laksaur-Miliz ermordet. In Matai wurden vier Menschen umgebracht.
Mit dem Eintreffen der internationalen Eingreiftruppe INTERFET und der Errichtung der UN-Verwaltung wurden Ruhe und Ordnung wiederhergestellt. In Cova Lima wurden 550 neuseeländische, 120 nepalesische, 120 fidschianische, 35 irische und 35 singapurische Soldaten stationiert. Außerdem arbeiteten 120 japanische Ingenieure in Cova Lima. Am 24. Juli 2000 wurde der neuseeländische INTERFET-Soldat Leonard Manning am Hügel Foho Debululik bei einem Gefecht mit neun Milizionären erschossen. Es war das erste Mal seit dem Vietnamkrieg, dass ein neuseeländischer Soldat in einem Gefecht fiel, und Manning war der erste im Kampf getötete INTERFET-Soldat. Am 10. August starb nahe Beco der nepalesische UN-Soldat Devi Ram Jaishi im Kampf mit einer Miliz. Drei weitere nepalesische Soldaten und ein osttimoresischer Zivilist wurden verletzt. Am 30. Juli 2001 wurde ein indonesischer Soldat an der Grenze bei Tilomar von neuseeländischen Soldaten erschossen, nachdem er das Feuer auf sie eröffnet hatte. 2002 erlangte Osttimor endgültig seine Unabhängigkeit.

### Cova Lima im unabhängigen Osttimor

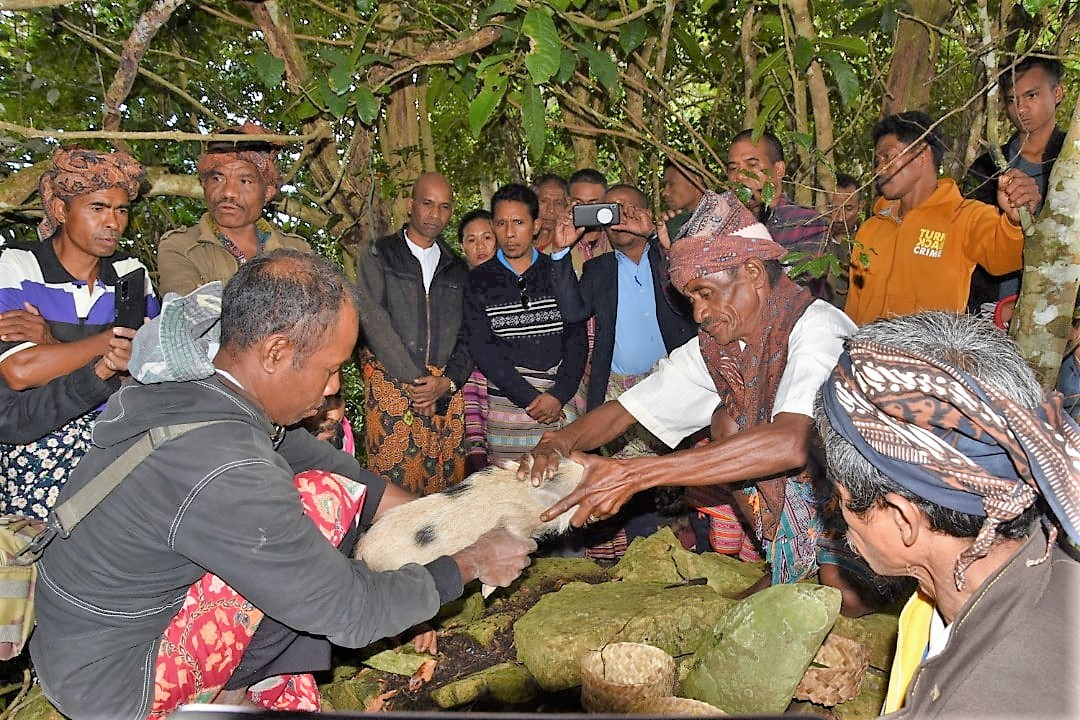
Tara-Bandu-Zeremonie in Nanu (2022)

Bei den Sucowahlen im Mai 2005 wurden erstmals 90 Frauen in die Sucoräte Cova Limas gewählt. Das entspricht etwa drei Frauen pro Dorf. In Fatululic wurde Lucia Guteres als erste Frau überhaupt in Cova Lima zur Chefin eines Sucos gewählt. Sie setzte sich dabei gegen vier andere Kandidaten durch.
Anfang 2010 gab es Berichte, dass Bewaffnete, die sich als Ninjas verkleidet haben, die Bevölkerung in Cova Lima und Bobonaro terrorisieren. Timoresische Polizei (PNTL) und Armee (F-FDTL) entsandten daraufhin Einheiten, um gegen die Verbrecher vorzugehen. Bei der Aktion wurden 118 Personen gefangen genommen, sieben davon verhaftet.

## Politik

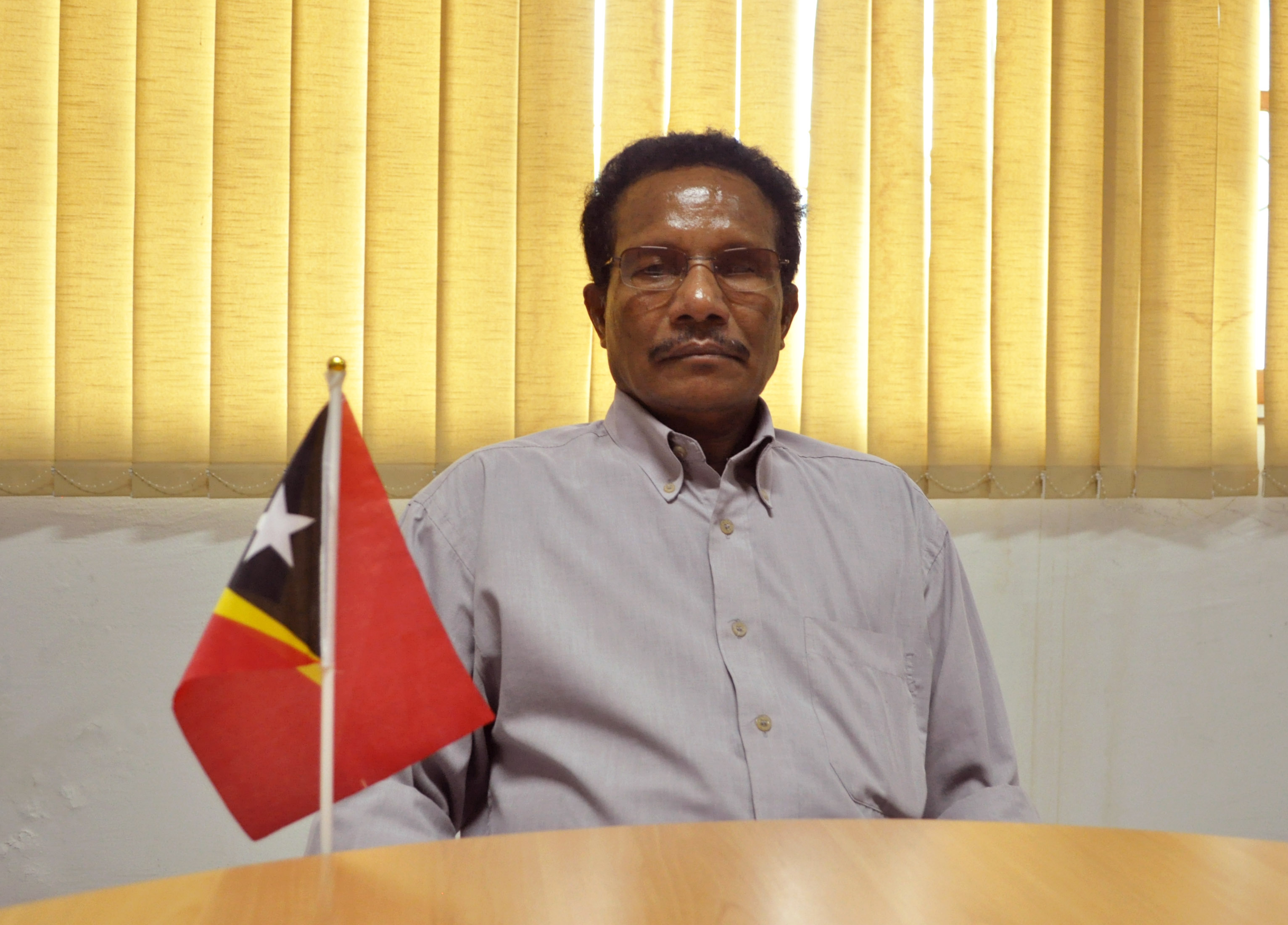
Agostinho Mendonça, Administrator von Cova Lima (2014)

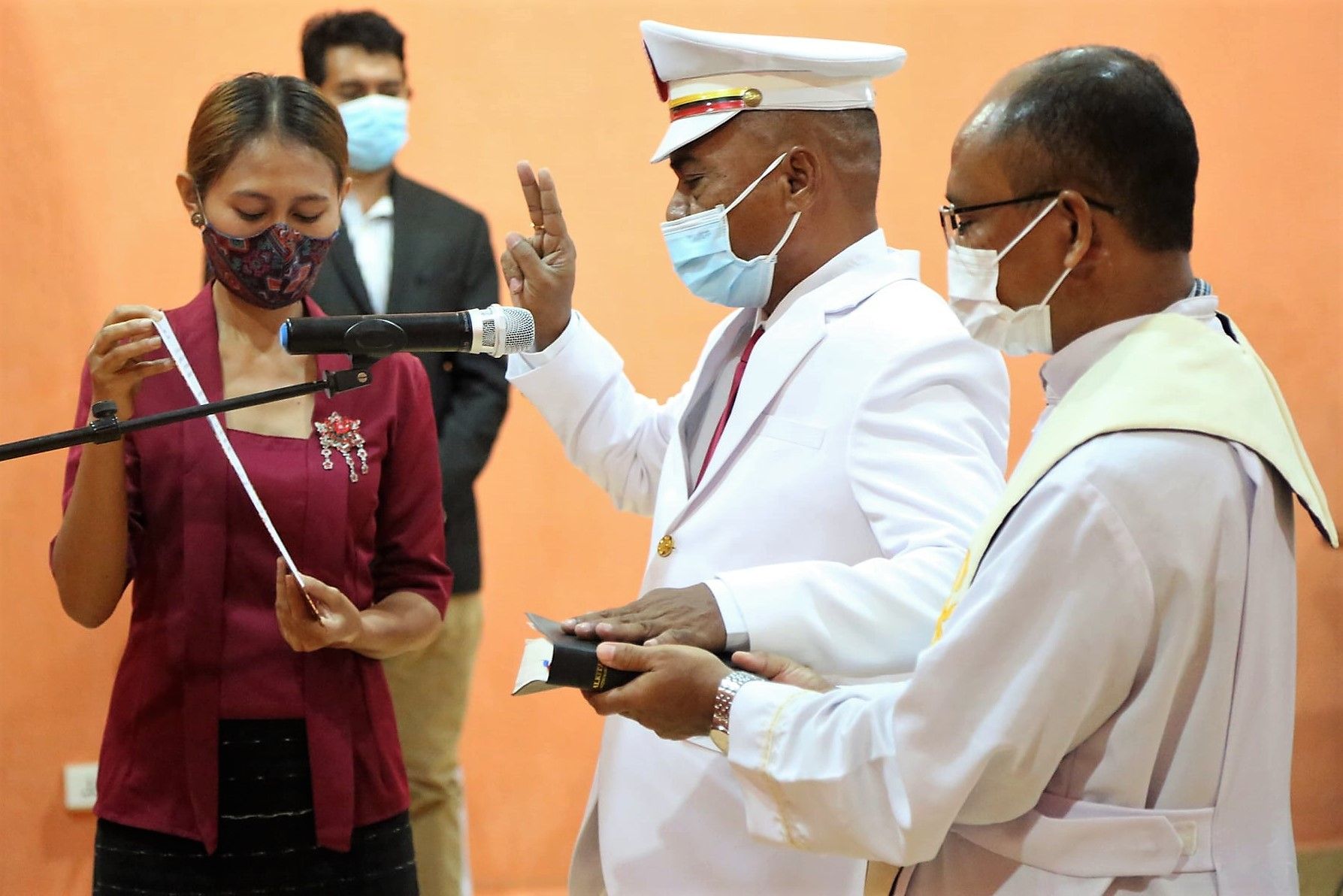
Vereidigung von Administrator Francisco de Andrade (2021)

Das Emblem von 2014 in Tetum und Portugiesisch

2014 wurden die Distrikte in ganz Osttimor in „Gemeinden“ und die Subdistrikte in „Verwaltungsämter“ umgewandelt.
Der Administrator Cova Limas wird von der Landesregierung in Dili ernannt. Von 2002 bis 2004 war dies Abel dos Santos Fátima. 2009/2012 wurde das Amt von Inácio da Silva Pires bekleidet, 2014 von Agostinho Mendonça, und 2016 José Pina Cardoso. 2017/2019 war Administrator Afonso Nogueira Nahak. Francisco de Andrade wurde 2021 zum neuen Administrator ernannt. Seit 2024 ist Miguel Armado Cardoso Presidente Autoridade Município (PAM).
Bei den Wahlen zur verfassunggebenden Versammlung, aus der später das Nationalparlament hervorging, gewann die FRETILIN in Cova Lima 61,42 % der Stimmen. Das damalige Direktmandat gewann Gervasio Cardoso de Jesus da Silva von der FRETILIN. Auch bei den Parlamentswahlen 2007 gelang es der FRETILIN mit 28,0 %, die meisten Wähler hinter sich zu stellen. Bei den Parlamentswahlen 2012 gewann allerdings die Regierungspartei Congresso Nacional da Reconstrução Timorense (CNRT) 31,4 %, während die FRETILIN mit 26,4 % nur noch auf Platz 2 kam. 2017 lag wieder der CNRT mit 28,2 % vorne. Zweitstärkste Partei wurde die Partido Democrático (PD) mit 22,6 %, knapp vor der FRETILIN mit 22,0 %. Bei den vorgezogenen Neuwahlen 2018 erhielt die Aliança para Mudança e Progresso (AMP), der der CNRT nun angehörte, 49,4 % der Stimmen.
Bei der ersten Runde der Präsidentschaftswahlen 2007 konnte Fernando de Araújo von der PD in Cova Lima 32,69 % der Stimmen auf sich vereinen, während der FRETILIN-Kandidat Francisco Guterres 26,55 % erhielt. 2012 erhielt Araújo 28,32 %, Guterres 25,62 % und der spätere Wahlsieger Taur Matan Ruak 20,77 %. Bei den Präsidentschaftswahlen 2017 holte in Cova Lima der landesweite Sieger Francisco Guterres von der FRETILIN die meisten Stimmen. 2022 wiederum wieder José Ramos-Horta in der Stichwahl gegen Guterres.
Das Emblem der Administration der Gemeinde von Cova Lima wurde 2014 angenommen. Später änderte man das in Indonesien übliche Pentagramm in ein Wappenschild. Das Emblem zeigt die Landkarte der Gemeinde mit einer dahinter aufgehenden Sonne. Sieben Sterne stehen für die sieben Verwaltungsämter. Fünf Körbe (Koba) symbolisieren die fünf traditionellen Reiche aus der Gründungslegende. 1961 verweist auf das Gründungsjahr des Kreises von Cova Lima. Der Wahlspruch in Tetum „Hamutuk Hanoin Harii Futuru“ bedeutet „Gemeinsam über den Aufbau der Zukunft nachdenken.“

## Wirtschaft und Infrastruktur
| Anteil Haushalte mit …   |             |                       |
| Ackerbau                 |             |                       |
| Feldfrüchte              | Anteil 2010 | Produktion 2008       |
| Mais                     | 58 %        | 9.096 t               |
| Reis                     | 26 %        | 6.022 t               |
| Maniok                   | 56 %        | 3.508 t               |
| Kokosnüsse               | 51 %        | keine Angaben         |
| Gemüse                   | 51 %        | 883 t (mit Obst)      |
| Kaffee                   | 18 %        | keine Angaben         |
| Viehzucht                |             |                       |
| Nutzvieh                 | Anteil 2010 | Anzahl der Tiere 2010 |
| Hühner                   | 72 %        | 47.457                |
| Schweine                 | 79 %        | 31.609                |
| Rinder                   | 49 %        | 22.378                |
| Wasserbüffel             | 6 %         | 2.545                 |
| Pferde                   | 9 %         | 1.591                 |
| Ziegen                   | 17 %        | 7.038                 |
| Schafe                   | 1 %         | 716                   |
| Ausstattung              |             |                       |
| Ausstattung              | Anteil 2010 | Anzahl der Haushalte  |
| Radio                    | 25 %        | 2.763                 |
| Fernsehen                | 14 %        | 1.589                 |
| Telefon (Mobil/Festnetz) | 45 %        | 4.973                 |
| Kühlschrank              | 5 %         | 541                   |
| Fahrrad                  | 13 %        | 1.481                 |
| Motorrad                 | 18 %        | 2.008                 |
| Auto                     | 3 %         | 304                   |
| Boot                     | 2 %         | 249                   |

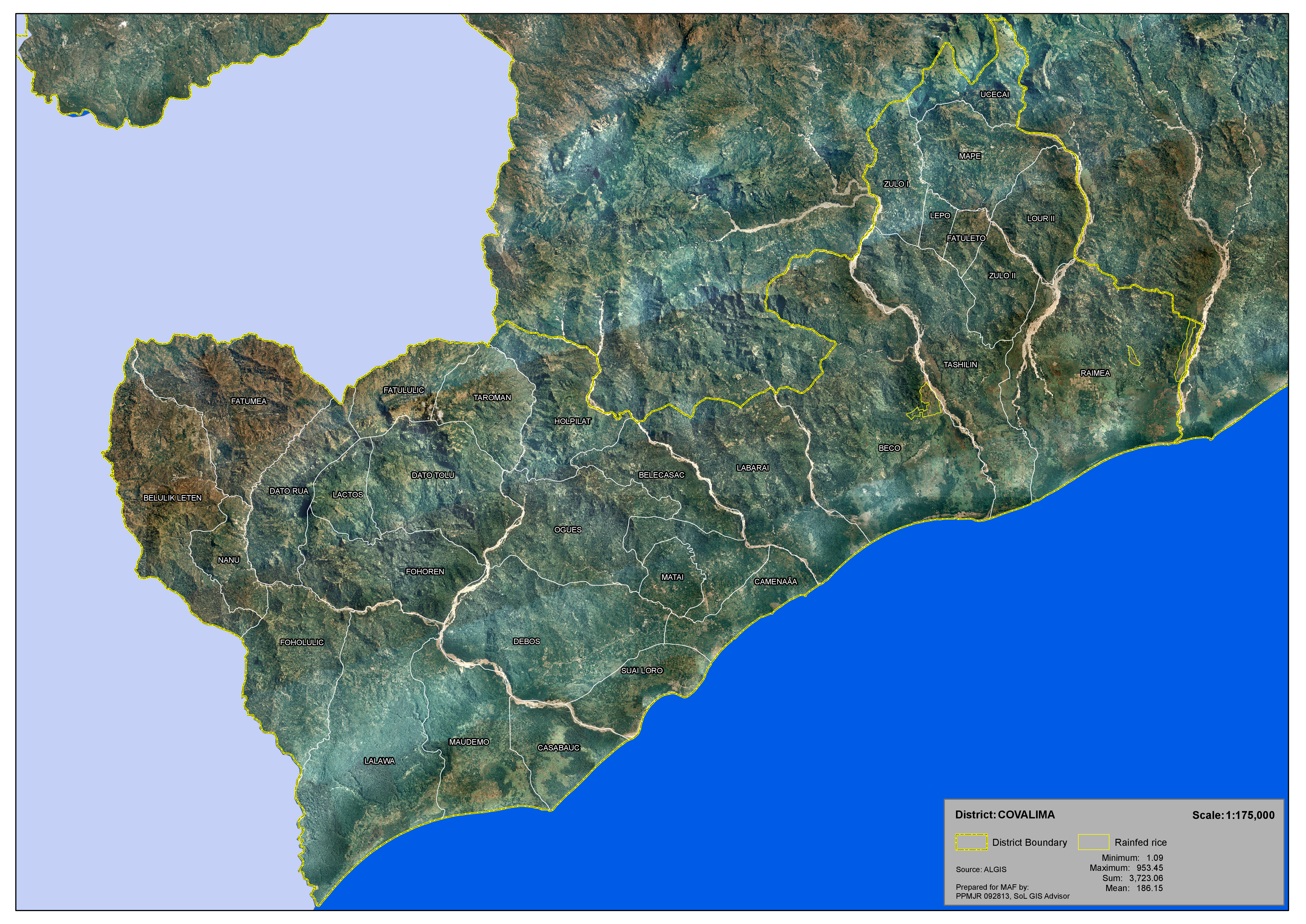
Die wichtigsten Reisanbaugebiete Cova Limas liegen im Osten

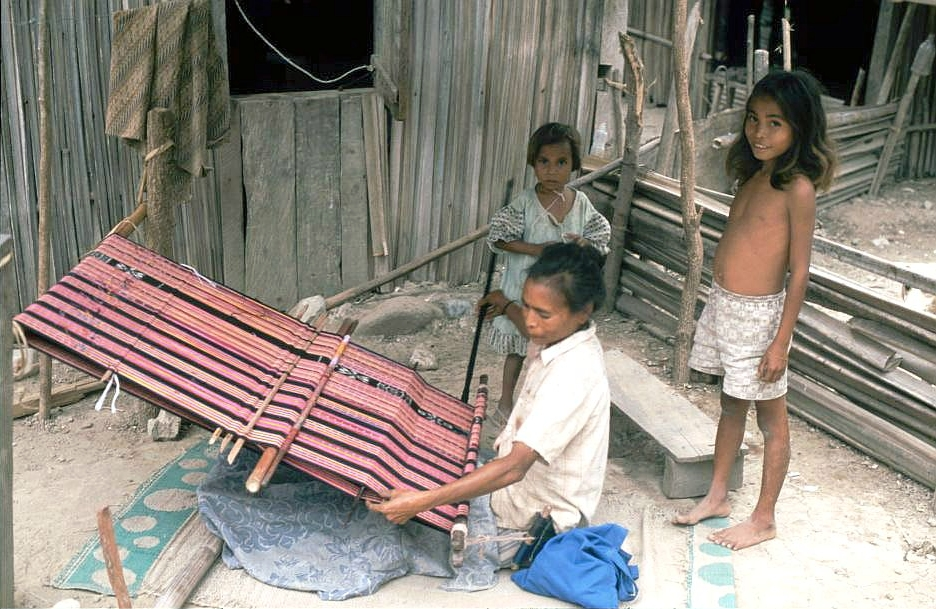
Frau mit Kindern am Webstuhl nahe Suai

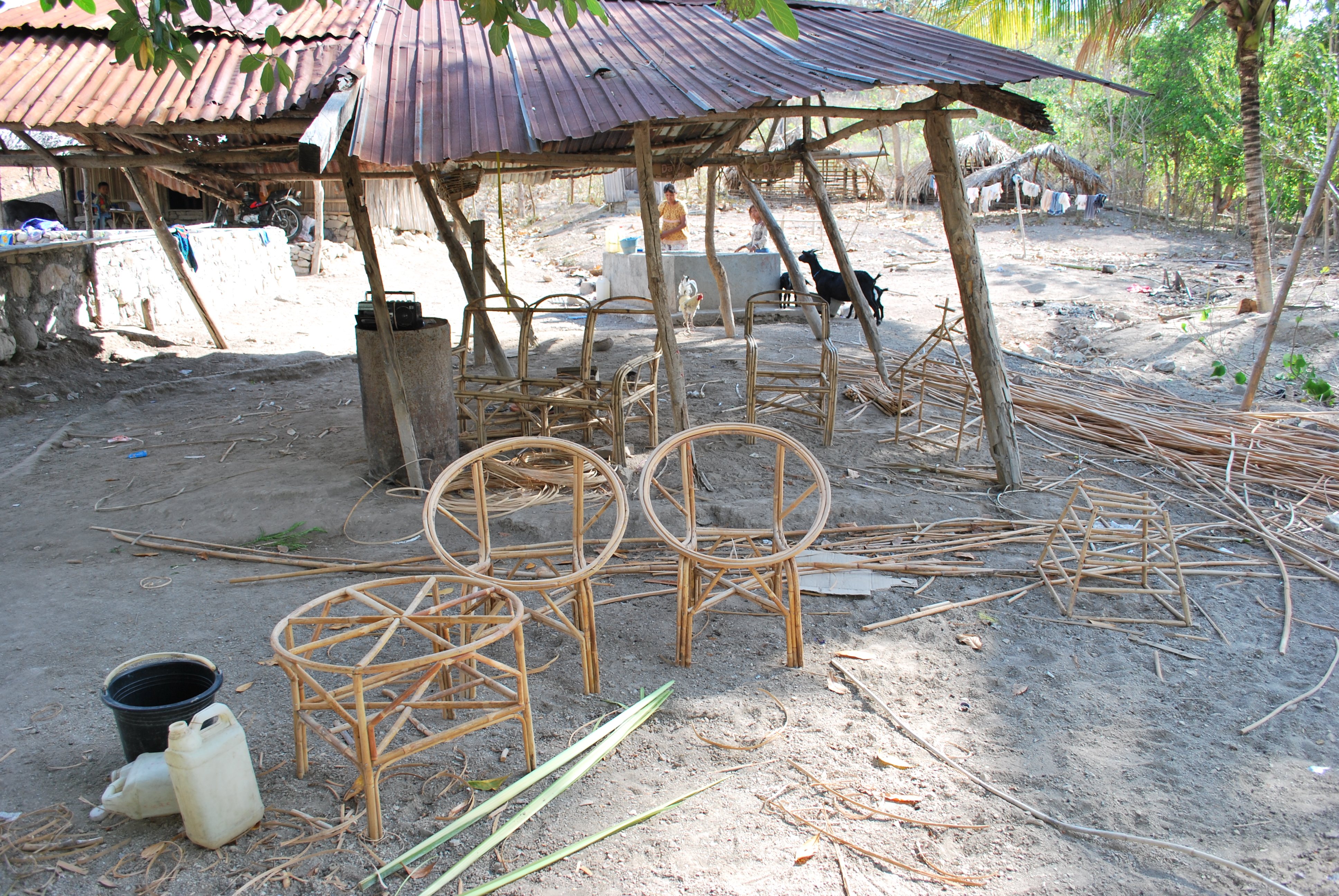
Rohrmöbelherstellung

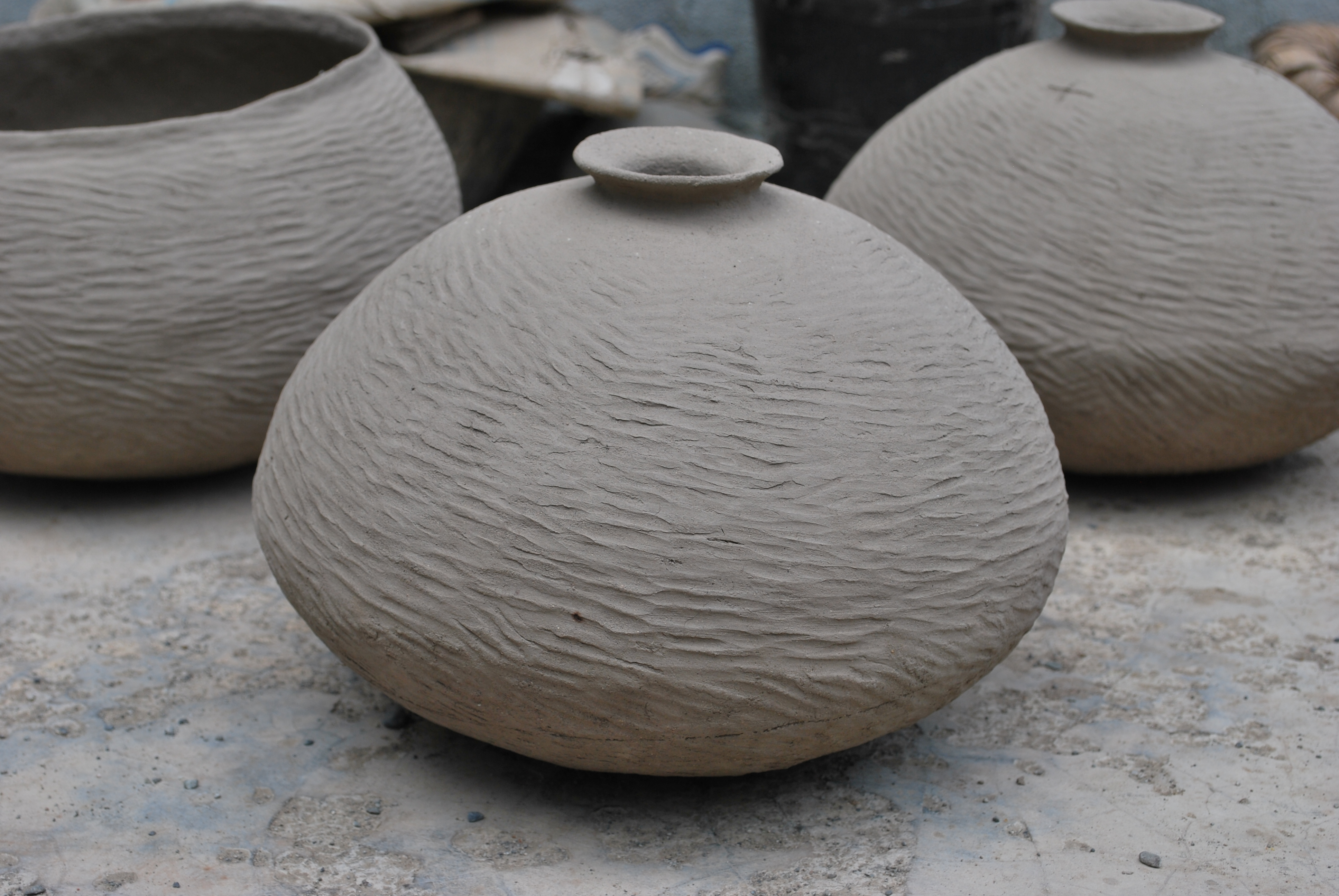
Töpferware aus Cova Lima

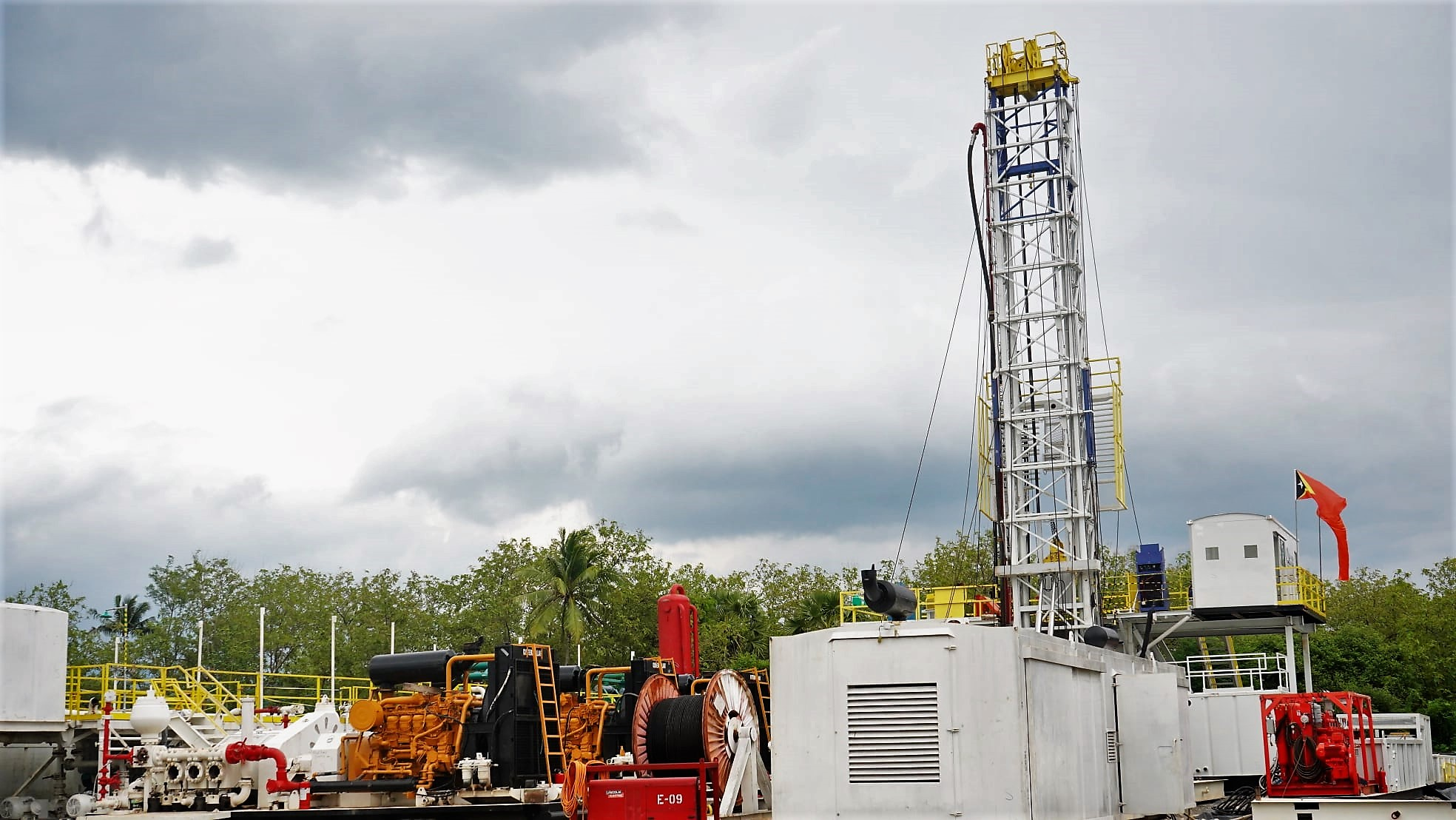
Die erste Erdölbohrung an Land im unabhängigen Osttimor (2021)

Laut der Volkszählung von 2010 arbeiten 39 % aller Einwohner, die zehn Jahre oder älter sind. 4 % sind arbeitslos Die Zahlen ähneln dem Landesdurchschnitt. 64,4 % der Haushalte betreiben Ackerbau, 88,3 % Viehzucht (Stand: 2010). An der Küste wird gefischt. Am häufigsten werden Schweine und Hühner gehalten. Fast die Hälfte der Haushalte halten Rinder, doppelt so viele wie im Landesdurchschnitt. Unter diesem liegen die Anteile der Haltung von Ziegen, Pferden, Büffeln und Schafen. Die am weitesten verbreiteten Feldfrüchte sind Mais (58 % der Haushalte) und Maniok (56 %). Hier liegt man anteilsmäßig knapp über dem Landesdurchschnitt. Gemüse und Kokosnüsse pflanzen jeweils mehr als die Hälfte der Haushalte in Cova Lima an. Kaffee baut nur ein Fünftel der Haushalte an, gegenüber einem Drittel im Land. Nahe dem Landesdurchschnitt baut ein Viertel der Haushalte in Cova Lima Reis an. Suai Loro ist bekannt für seine Tais. Das sind bunte, gewebte Stoffe, die von den Frauen in Heimarbeit produziert werden.
Mehrere Überlandstraßen in unterschiedlicher baulicher Qualität verbinden die Orte Cova Limas miteinander. Sie sind mit Asphalt und Schotter oder gar nicht bedeckt. Von der Grenze zu Indonesien führt die Küste entlang die A15 bis Suai und wird dann auf dem Weg nach Osten in die Gemeinde Ainaro von der A02 abgelöst, die auch Zumalai passiert. Von Zumalai führt nach Norden in die Gemeinde Bobonaro die A12, von Suai die A16. Von der A15 aus führt ab Kuitaok (Suco Maudemo, Verwaltungsamt Tilomar) die A16 nach Norden, vorbei an den Orten Tilomar, mit einem Abstecher nach Fohoren, Fatumea und Fatululic. Weiter östlich trifft die A15 auf sie. 2018 wurde mit dem ersten Abschnitt zwischen Suai und Fatukaho (Fatukahu) die Autobahn Suai–Beaco eröffnet, die erste Autobahn des Landes.
Die kleineren Ortschaften sind, wenn überhaupt, nur mit einfachsten Pisten mit der Außenwelt verbunden. In der Regenzeit sind Straßensperrungen wegen Überflutungen, Abbrüchen und Erdrutschen normal. Die unbefestigten Wege sind dann oft gar nicht mehr befahrbar. Auch die Regenfälle behindern den Straßenverkehr stark. Wagen mit Allradantrieb sind unabdingbar, Lastwagen können nur einen Teil der Straßen befahren. Überlandbusse (Biskota) verbinden Suai mit der Landeshauptstadt Dili in etwa sechs Stunden.
Im Suco Labarai (Suai) befindet sich eine ein Kilometer lange Landebahn für Flugzeuge bis zu einer Größe einer Lockheed C-130. Am Sandstrand von Suai Loro, zwischen Kap Suai und Kap Tafara, gibt es einen Landeplatz für Boote. Vor der Küste können auch größere Schiffe sicher ankern. Hier soll eine Versorgungsbasis für die Nutzung der vor der Küste liegenden Erdölfelder entstehen. Bereits in den 1970ern fand man auch in Suai Loro Erdöl. Einen Grenzübergang zum indonesischen Westtimor gibt es in Motamasin. Seit 2012 befindet sich in Salele ein weiterer Stützpunkt der osttimoresischen Grenzpolizei (UPF).
Wochenmärkte gibt es in Salele (mittwochs), Beco 1 (freitags), Suai (samstags), Zumalai (sonntags) und Fohoren (sonntags).
94 % der Haushalte Cova Limas leben in ihrem eigenen Haus, bei weiteren 4 % gehört das Haus einem weiteren Familienmitglied. Nur etwa ein Sechstel aller Wohnhäuser bestehen aus Ziegeln oder Beton. Der Großteil der Gebäude wird noch immer aus Naturmaterialien wie Bambus, Palmwedeln oder Lehm hergestellt. Bei den Dächern haben sich Zink- und Eisenbleche vielerorts durchgesetzt. Allerdings sind 40 % der Wohnhäuser noch mit Palmwedeln oder Stroh gedeckt. Bei fast der Hälfte der Wohnhäuser besteht der Boden aus gestampftem Lehm, bei 35 % aus Beton. Insgesamt sind die Naturmaterialien in Cova Lima stärker verbreitet als im Landesvergleich. 69 % der Haushalte haben Zugang zu sauberen Trinkwasserquellen (ähnlich im Landesdurchschnitt), wobei nur 11 % das Wasser am oder im Haus haben. Die Bewohner der anderen Haushalte müssen das Trinkwasser aus öffentlichen Leitungen, Brunnen, Quellen oder Gewässern holen. Fast alle Haushalte benutzen Holz zum Kochen. Im Landesdurchschnitt sind es 5 % weniger. Fast zwei Drittel verwenden Petroleum, um Licht zu erzeugen, ein Viertel Strom. Im Landesdurchschnitt benutzt die Hälfte Petroleum und über ein Drittel Elektrizität.
Aus Suai sendet der kommunale Radiosender Cova Taroman (FM 94,1 MHz). 25 % der Haushalte besitzen ein Radio, 14 % einen Fernseher.
Touristisch interessant sind der Strand von Suai Loro, wo man baden und Leistenkrokodile beobachten kann, und der Strand von Culu Oan. In Holbelis gibt es eine große Höhle mit Fledermäusen und Affen. Sie wurde früher für animistische Riten verwendet und weist Gravuren in den Felsen um den Eingang auf. Außerdem finden sich dort mehrere traditionelle Häuser. In Lepo gibt es eine heiße Thermalquelle. Sehenswert sind außerdem Fatumean, der Foho Taroman, der Berg Lak Hirin und die heiligen Steine von Dato Tolu.
| Anteil Haushalte mit …        |                              |                                        |                                        |                   |                         |                     |                         |               |
| … Hauswänden aus …            |                              |                                        |                                        |                   |                         |                     |                         |               |
| Ziegel/Beton                  | Ziegel/Beton                 | Holz                                   | Bambus                                 | Lehm              | Eisen-/ Zinkblech       | Palmwedel           | Natursteine             | Sonstiges     |
| 15 %                          | 15 %                         | 6 %                                    | 8 %                                    | 2 %               | 2 %                     | 67 %                | 0 %                     | 0 %           |
| … Dächern aus …               | … Dächern aus …              | … Dächern aus …                        | … Dächern aus …                        | … Böden aus …     | … Böden aus …           | … Böden aus …       | … Böden aus …           | … Böden aus … |
| Palmwedel / Stroh / Bambus    | Eisen-/Zinkblech             | Dachziegel                             | Sonstiges                              | Beton             | Fliesen                 | Boden/Lehm          | Bambus/Holz             | Sonstiges     |
| 40 %                          | 58 %                         | 1 %                                    | 1 %                                    | 35 %              | 3 %                     | 45 %                | 15 %                    | 3 %           |
| Trinkwasserversorgung durch … |                              |                                        |                                        |                   |                         |                     |                         |               |
| Leitung oder Pumpe im Haus    | Leitung oder Pumpe außerhalb | Öffentliche Leitung, Brunnen, Bohrloch | Öffentliche Leitung, Brunnen, Bohrloch | geschützte Quelle | nicht geschützte Quelle | Oberflächengewässer | Oberflächengewässer     | Sonstiges     |
| 3 %                           | 8 %                          | 38 %                                   | 38 %                                   | 20 %              | 24 %                    | 8 %                 | 8 %                     | 1 %           |
| Energiequelle zum Kochen      | Energiequelle zum Kochen     | Energiequelle zum Kochen               | Energiequelle zum Kochen               | Lichtquelle       | Lichtquelle             | Lichtquelle         | Lichtquelle             | Lichtquelle   |
| Elektrizität                  | Petroleum                    | Holz                                   | Sonstiges                              | Elektrizität      | Petroleum               | Holz                | Lichtnuss/ Candle berry | Sonstiges     |
| 1 %                           | 3 %                          | 95 %                                   | 1 %                                    | 26 %              | 63 %                    | 3 %                 | 3 %                     | 5 %           |

## Umwelt

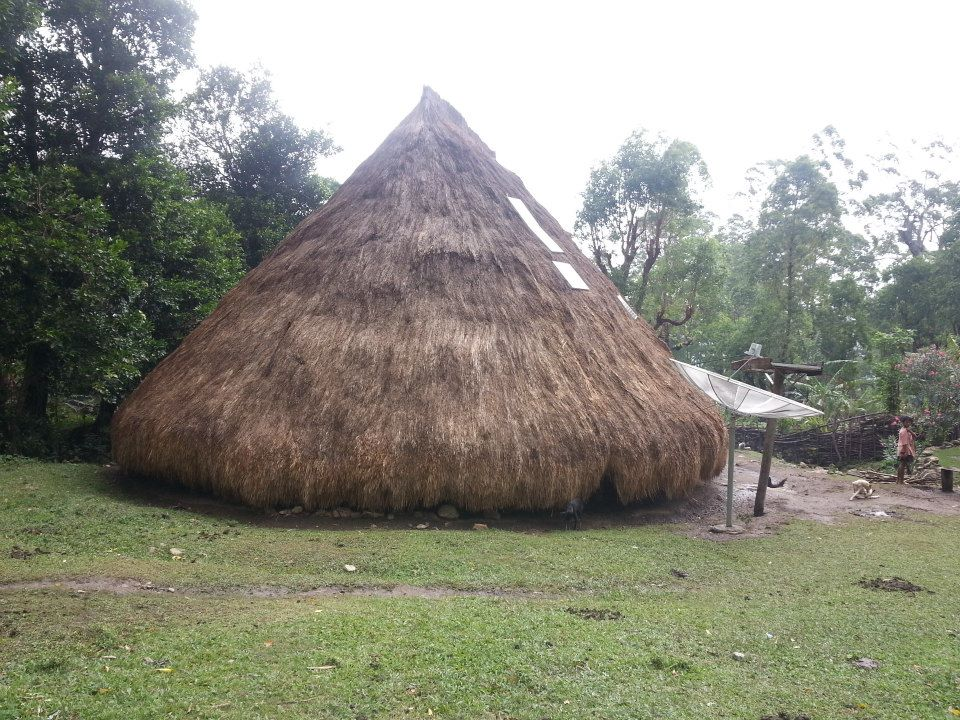
Solarzellen an einer Hütte in Dato Rua

In Cova Lima existieren letzte Baumbestände von Sandelholz, dem Handelsgut, für das Timor über Jahrhunderte bekannt war. 2001 schätzte man, dass es noch etwa 250 Hektar Sandelholzwald in der Gemeinde gibt, hauptsächlich im Verwaltungsamt Tilomar. Kleinere Flächen fanden sich auch in Suai, Fohorem, Fatalulik und Fatumean. Kommerzielle Holzgewinnung ist zwar verboten, die Kontrolle ist aber schwer durchzuführen. Auch Rodungen für Ackerbau und Plantagen für Teakholz bedrohen die Waldflächen.
Das bewaldete Tilomar-Reservat ist seit 1982 ein Schutzgebiet mit einer Fläche von schätzungsweise 12.800 Hektar. 2000 wurde es zum Wildschutzgebiet erklärt. Außerdem wurde es als Important Bird Area ausgewiesen. Hier finden sich seltene Vogelarten, wie die stark gefährdete Wetar-Taube und der Gelbwangenkakadu, aber auch der Mähnenhirsch und das Leistenkrokodil im Fluss Tafara.
Eine Altlast sind die von den Indonesiern in der ganzen Gemeinde verwendeten Asbestdächer, mit denen 2010 noch immer 109 Häuser versehen waren.

## Persönlichkeiten
- Júlio do Carmo (* 1960), Politiker
- Abel Pires da Silva (* 1976 am Foho Taroman), Informatiker und Politiker

## Belege
- Ministerium für Staatsverwaltung und Territorialmanagement (englisch)
- Cova Lima District Development Plan 2002/2003 (englisch; PDF-Datei; 2,24 MB)
- Geoffrey C. Gunn: History of Timor. Technische Universität Lissabon (PDF-Datei; 805 kB)